# 김유신
김유신(한국 한자: 金庾信)은 신라의 무신(武臣)이다.
진평왕 때에 처음 출사하여 선덕여왕에서 문무왕에 이르는 다섯 조정을 거치면서 신라 정권의 중추적 인물로 성장하였고, 김춘추와 연계하여 그의 즉위를 돕고 나아가 신라가 백제와 고구려를 멸망시키고 당나라를 축출하는 삼한일통 전쟁을 주도하였다.
생전 태대각간(太大角干)이라는 전무후무한 최고 관등을 받고 사후에는 신하로서 왕으로 추존된 유일한 인물이며, 태종 무열왕의 즉위 및 삼한일통 전쟁에 세운 공적을 인정받아 왕족이 아님에도 불구하고 순충장렬흥무대왕(純忠壯烈興武大王, 약칭 흥무대왕)으로 추존되었다. 신라를 포함하여 고려와 조선에 이르기까지 성신(聖臣)·주석지신(柱石之臣) 등으로 추앙받았다.

## 생애

### 출생
금관국을 세운 수로왕의 12대 손이라고 언급된다. 금관국의 마지막 왕 구형왕이 법흥왕 19년(532년) 세 명의 아들을 거느리고 신라에 항복했으며, 그의 세 아들 중 막내인 김무력이 신라의 신주군주(新州軍主)로 진흥왕 개국(開國) 4년(554년) 관산성 전투에서 백제의 성명왕(聖明王)을 체포해 죽이는 공을 세웠다. 김무력의 장남이었던 아버지 김서현은 대량주도독(大梁州都督)을 지냈다. 어머니 만명은 진흥왕의 아우인 숙흘종의 딸이다.
김유신열전에는 김서현이 길에서 만명을 보고 눈짓으로 꾀어서 마침내 서로 야합을 하게 되었는데, 서현이 만노군(萬奴郡)의 태수로 전출되면서 만명도 함께 데려가려 했다. 그러나 서현과 만명이 서로 야합한 것을 알게 된 숙흘종은 분노하여 딸을 별채에 가두고 사람들에게 지키게 했다. 그런데 그날 밤, 난데없는 벼락이 쳐서 별채를 지키던 사람들이 놀라 정신없는 틈을 타서 만명은 창문으로 도망쳐 서현과 함께 만노군으로 떠났다고 한다.
유신은 진평왕 건복 12년(595년)에 아버지 서현의 부임지인 만노군에서 태어났는데, 어머니가 그를 갖고 스무 달이 지나서 태어났다고 전한다. 서현은 경진일 밤에 형혹성과 진성 두 별이 자신에게 내려오는 꿈을, 만명은 신축일 밤에 한 어린아이가 황금 갑옷을 입고 구름을 타고 집 안으로 들어오는 꿈을 꾸고 유신을 갖게 되었으며, 원래 경진일 밤에 서현이 꾼 태몽으로 얻었다 하여 이름을 경진으로 지으려던 것을, "날이나 달의 이름을 따서 이름을 지어서는 안 된다"는 《예기》의 말에 따라, 경(庚)과 자획이 비슷한 '유', '진'과 발음이 비슷한 '신'을 써서 이름을 유신이라 짓게 되었다고 한다.
신라의 만노군 즉 충청북도 진천군 진천읍 상계리에는 김유신과 관련된 전승을 전하는 지명이 온존해 있으며, 현지의 태령산(胎靈山)이라는 지명도 김유신이 태어난 뒤에 그의 탯줄을 묻었다는 전승이 전해지고 있다. 현재 김유신의 탄생지와 그의 태실로 전하는 곳은 모두 '진천 김유신 탄생지와 태실'이라는 이름으로 대한민국의 사적지로 지정되어 있다.

#### 청년기

##### 낭비성 전투
건복 46년, 진평왕 51년(629년) 가을 8월, 왕명을 받고 고구려의 낭비성을 치게 된 아버지를 따라 종군했을 때 그의 나이는 35세였다. 김유신이 군중에서 갖고 있던 직책은 《삼국사기》 본기에는 부장군(副將軍), 열전에는 중당당주(中幢幢主)로 기재되어 있다. 《삼국사기》 권40 직관지 하(下)에 중당(仲幢)이라는 부대명이 있지만, 이것이 설치된 것은 문무왕 11년(671년)의 일이다.
1차 접전에서 고구려군에 크게 패한 신라군이 사기가 꺾이고 싸울 의지마저 잃게 되자, 유신은 직접 나서서 적진을 오가며 적을 교란시키고 적군 장수의 목을 베어 가지고 돌아왔다. 이에 고취된 신라군은 다시 용기를 얻어 진격해 고구려군과 싸웠고, 성 안에 남아 있던 고구려군은 두려워한 나머지 더 이상 싸울 의지를 잃고 항복했다고 한다.

##### 김춘추와의 만남
기록상 유신의 첫 전투로 알려진 낭비성에서의 싸움에 신라군 지휘관으로 참전했던 인물 가운데는 파진찬 김용춘도 포함되어 있었다. 용춘의 아들로서 훗날 태종 무열왕으로 즉위하게 되는 김춘추와는 훗날 정치적 동맹자로서 굳건한 관계를 맺게 되는데, 이들 사이의 동맹에는 양자간에 중첩적인 혼인을 통한 혈연관계 형성이 주요한 토대가 되었다. 《삼국유사》에는 이와 관련해서 다음과 같은 이야기가 전한다.
때는 정월 오기일(烏忌日), 뜰에서 춘추와 함께 축국을 하던 유신은 일부러 그의 옷고름을 밟아 터지게 하고서, 옷고름을 꿰맨다는 핑계로 그를 자신의 집으로 데려가 누이동생 문희에게 그 옷고름을 꿰매게 하였다. 이 일이 계기가 되어 춘추는 자주 유신의 집을 드나들게 되었고 마침내 문희가 임신하게 되자 유신은 "혼인도 하지 않고 아이를 가진 누이를 화형에 처할 것"이라는 소문을 퍼뜨리게 한 뒤, 왕이 남산에 행차하는 날에 맞춰서 집 뒤뜰에 장작더미를 쌓아놓고 불을 질러서 연기를 피워올렸다. 남산에서 이 연기를 목격한 왕이 좌우 신료들에게 묻자, 신료들은 자신들이 들은 소문을 왕에게 아뢰었고, 마침 왕의 옆에 있다가 그 말을 듣고 안색이 변한 춘추를 본 왕은 아이의 아버지가 그임을 짐작하며 얼른 가서 구해주라는 명령을 내렸다. 이것이 계기가 되어 두 사람은 마침내 혼인하게 되었다.
선덕여왕 인평 9년(642년) 백제는 대야성을 비롯한 신라 서쪽 40여 성(城)을 쳐서 함락시켰는데 이 과정에서 춘추의 사위였던 대야성주 김품석(金品釋) 부부가 죽자 김춘추는 딸의 원수를 갚기 위해 고구려에 원병 파병을 요청하러 떠났다. 고구려로 떠나기 전날, 김춘추는 김유신을 찾아와 “지금 내가 고구려에 사신으로 가려 하는데, 60일이 지나도 내가 돌아오지 않는다면 이후 다시는 나를 볼 수 없을 것이다. 그렇게 된다면 공은 어찌하겠소?”하고 묻자, 김유신은 “그때는 내 말의 발굽이 백제와 고구려, 두 나라 왕의 정원을 짓밟을 것이다.”라고 대답하였다. 그리고 두 사람은 손가락을 깨물어 피로 맹세를 나누었다. 김춘추가 떠난 뒤 압량주(押梁州, 지금의 경상북도 경산 주변)의 군주(軍主)로 옮겨간 김유신은 김춘추가 고구려에서 억류되어 60일이 지나도록 돌아오지 않자 결사대 3천명을 뽑아 왕에게 출병을 요청하였고 이에 선덕여왕은 군사 1만 명을 거느리고 고구려로 진군을 명하였다. 유신이 병사들을 이끌고 한강을 건너 고구려 남쪽 변경에 들어섰고, 신라에 간첩으로 와 있던 승려 덕창(德昌)으로부터 이 소식을 접한 고구려 조정은 전쟁 방지를 위해 김춘추를 석방했고, 김춘추는 무사히 풀려났다.

##### 백제와의 전쟁
인평 11년(644년) 진골 귀족이 오를 수 있는 최고의 관등인 소판(蘇判)으로 승진하였다. 가을 9월에는 상장군(上將軍)이 되어, 왕명으로 백제의 가혜성(加兮城) · 성열성(省熱城) · 동화성(同火城) 등을 포함한 7성을 점령했다. 이듬해(645년) 정월에 서라벌로 돌아와 개선 보고도 하기 전에 다시 계백이 이끈 백제군이 매리포성에 쳐들어왔다는 급보가 날아들자 여왕은 유신을 상주장군으로 삼아 막게 했다. 유신은 집에 들르지도 않고 곧바로 달려나가 백제군 2천여 명의 목을 베는 승리를 거두었고, 음력 3월에 다시 백제의 침공을 격퇴했다.
같은해(645년) 5월에는 당나라의 요청으로 고구려 원정작전을 수행하였다. 신라는 3만 명의 대 규모 병력을 동원하여 고구려 원정에 참여하였다. 경주에서 출발하여 상주, 문경, 이천을 거쳐 고구려 국경인 수구성까지 진출하였으나 당 태종이 안시성에서 패배하자 신라도 철수하였다. 그러나 그 틈에 백제가 신라 7개 성을 다시 빼앗았고, 김유신이 급히 돌아와 반격하였으나 재탈환에는 실패하였다. 원정에 대한 경험을 얻은 반면 양면전쟁의 약점을 인식하게 된것이다.

##### 비담의 난
인평 14년(647년) 정월에 상대등 비담·염종 등이 '여자 임금은 능히 나라를 다스리지 못한다'는 이유를 들어 반란을 일으켰다. 반란은 진압되었고 그 사이 선덕여왕이 승하하고 그 뒤를 이어 선덕여왕의 사촌인 승만공주가 왕위를 계승하여 진덕여왕이 되었다.
《삼국사기》에는 비담의 난에 김유신이 활약했다는 언급이 본기에는 없고 김유신열전에만 기록되어 있는데, 이로 인해서 김유신이 실제로 비담의 난 진압에 관여한 것이 맞느냐는 의문이 제기되기도 한다. 김유신열전에 실려 있는 이야기는 다음과 같다.
명활성에 들어간 반군과 맞서 김유신은 춘추와 함께 월성에 설치된 진영에 주둔하며 열흘 동안 반란군과 대치했다. 그러다 한밤중에 큰 별 하나가 월성에 떨어지는 것을 본 비담이 병사들에게 “별이 떨어진 곳은 반드시 피를 흘린다 하니 이는 여왕이 패하고 내가 승리할 징조다!”라고 하여 반군의 사기는 크게 치솟았다. 월성에도 이 소식이 알려져 왕이 걱정하였는데, 김유신이 나서서 "별이 떨어지는 것은 기상현상일 뿐이고 지혜와 덕으로 요사함을 눌러 이길 수 있다"고 하여 진정시킨 뒤, 몰래 사람을 시켜 허수아비를 커다란 연에 매달아 불을 붙이고 밤에 몰래 하늘로 띄워 올린 다음, 병사들에게 “어젯밤에 떨어진 별은 다시 하늘로 올라갔다!”는 소문을 퍼뜨렸다. 반란군이 동요하는 사이에 유신은 명활성을 쳐서 함락시키고, 비담을 쳐서 9족을 모두 죽였다.

### 장년기
반란을 진압한 후 압량주군주로 부임한 유신은 10월에는 무산성(茂山城, 지금의 전라북도 무주군 무풍면), 감물성(甘勿城, 지금의 경상북도 김천시 개령면), 동잠성(桐岑城, 지금의 경상북도 구미시)에 들어온 백제군을 격퇴했다. 
진덕여왕 태화(太和) 원년(648년) 3월 김유신은 예전에 백제에게 빼앗긴 대야성을 되찾기 위해 진덕여왕의 허가를 받고 출전하였다. 당시 압량주 군주였던 김유신은 군무에는 뜻이 없는 듯 음주와 풍악으로 수 개월을 보냈는데 주민들이 '한번 싸워 볼 만 한데 장군이 게으르니 어찌하는가?'라고 비방하자 비로소 백성을 부릴 때가 되었다고 여기고 출동을 요청하였다. 김유신이 근처 계곡에 군사를 매복시킨 뒤 대야성 밖에 이르자 백제군이 공격해 왔다. 백제군과 한동안 맞서 싸우던 김유신은 갑자기 군사를 돌려 후퇴하였다. 이것을 본 백제군은 성 밖으로 나와 신라군을 뒤쫓았다. 이때 계곡에 숨어 있던 군사들이 일제히 뛰쳐나와 백제군의 후방을 공격하자, 후퇴하던 김유신도 즉시 군사를 돌려 협공을 가해 백제군 1천여 명이 죽었다. 그리고 백제 진영과의 교섭을 통해, 전투에서 사로잡은 백제 장군 여덟 명을 돌려보내는 조건으로 앞서 대야성에서 죽은 김품석 내외의 유골을 송환받는 데 성공했다. 승세를 몰아 유신은 거듭 백제를 쳐서 악성(嶽城) 등 12성을 함락시켰으며, 2만여 명을 죽이고 9천여 명을 사로잡았다. 그 공으로 김유신은 이찬(伊飡)으로 승진 한 뒤 상주행군대총관(上州行軍大摠管)에 임명되었다. 이어 김유신은 백제의 진례성 등 9개의 성을 쳐서 9천여 명을 죽이고 6백여 명을 사로잡았다. 한편 이 해에 당에 사신으로 들어갔던 춘추는 당의 황제로부터 원병 파병의 약속을 얻어내고, 아들 한 명을 당의 황제 옆에 남겨두어 숙위하게 한 뒤 귀국하고 있다.
이듬해 8월, 백제의 장군인 좌평 은상(殷相)이 대군을 이끌고 석토(石吐) 등 7성을 기습해 대량의 전사자가 나고, 석토성 등 7개의 성을 백제에 빼앗기자 유신은 압량주, 상주, 신주 지역의 3군을 다섯 갈래의 길로 나누어 공격하였다. 유신은 백제의 첩자에게 거짓정보를 흘려 방심케 한 후 기습 공격하여 은상과 자견(自堅)을 비롯한 백제 장수 10명과 8,980명에 달하는 백제군을 죽이고, 달솔 정중(正仲) 등 장수 100명을 사로잡았으며 말 1만필과 갑주 1,800필을 노획한다. 서라벌로 돌아온 김유신은 진덕여왕으로부터 직접 환대를 받는 등 극진한 예우를 입었다고 한다.

#### 노년기

##### 김춘추의 추대와 백제 멸망

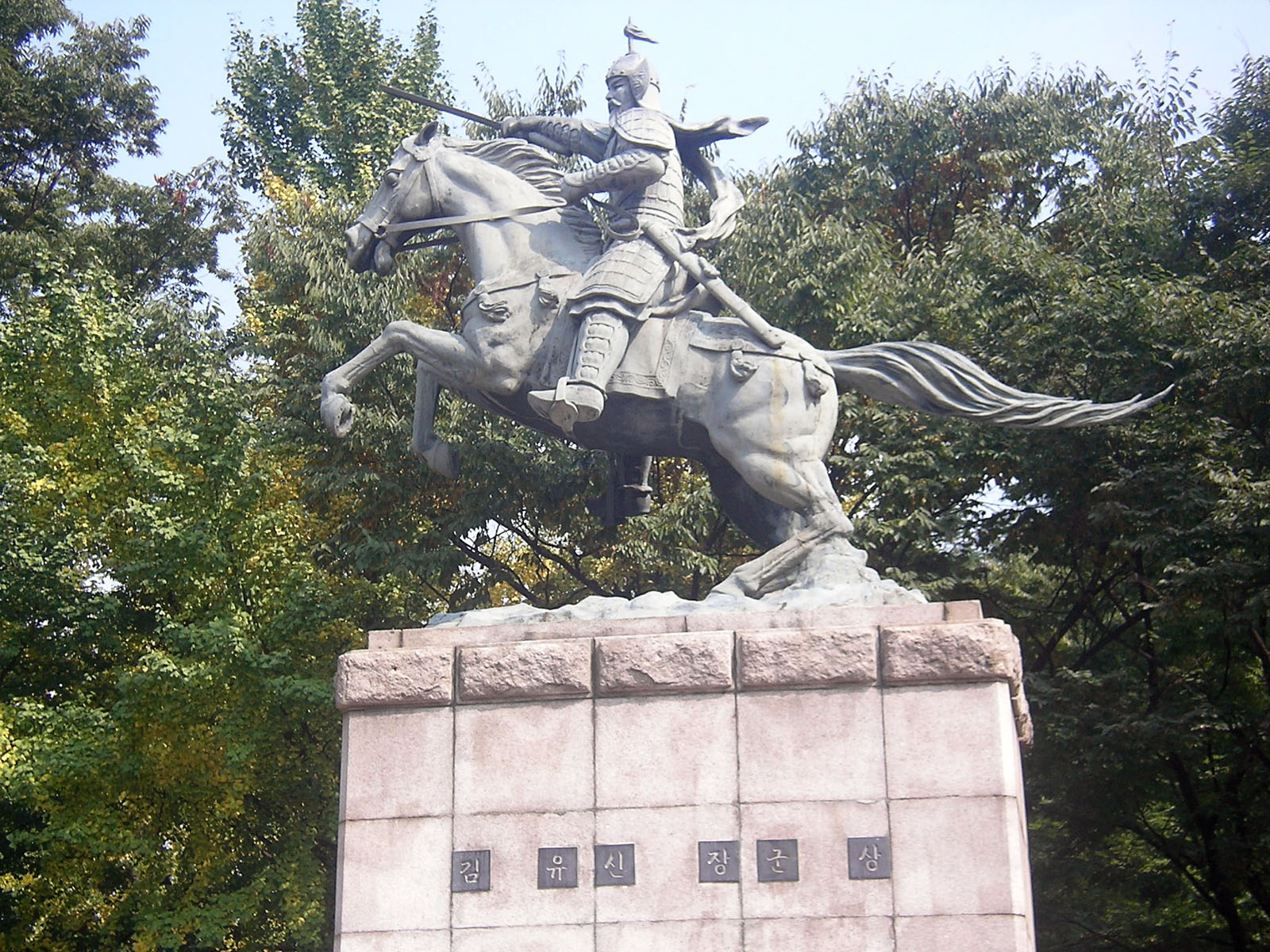
남산에 있는 김유신의 동상

진덕여왕 8년(654년) 봄 3월에 여왕이 후사를 남기지 못하고 서거하자 화백은 상대등이었던 알천을 추대했으나, 알천은 이를 거부하며 이찬 춘추를 왕으로 추대하였다. 이가 태종 무열왕이다. 이때의 유신의 정치적 영향력은 귀족 회의인 화백의 결정을 취소시키고 자신의 연척인 춘추를 왕으로 추대할 만큼 성장해 있었다.
무열왕 2년(655년) 유신은 대각간(大角干)에 임명되었다. 이 해 1월에 고구려, 백제, 말갈의 연합군이 신라 북쪽 33개의 성을 빼앗았다. 세 나라하고 전쟁을 치르는 와중에 김유신은 9월에 백제의 도비천성(刀比川城)을 공격하여 함락시켰다. 10월 무열왕의 셋째 딸이자 외조카였던 지소와 혼인했다. 이러한 신라 왕실과의 이중, 삼중의 혼맥을 통해 그는 신라의 최고 권력자로 부상했다. 그리고 그해에, 유신은 백제와의 전쟁에서 포로가 되었다가 좌평 임자(壬子)의 가노가 된 전(前) 부산현령(夫山縣令) 급찬 조미압을 통해 임자와 연계하는데 성공, 그로부터 백제의 내부 사정에 대한 정보를 얻었다.
무열왕 7년(660년) 초에 그는 상대등으로 승진했다. 이 해 6월 마침내 당 고종은 신라에 대한 원병 파병을 실행에 옮겨, 대장군 소정방 · 유백영(劉伯英)이 지휘하는 13만 수군을 신라로 보냈다. 유신은 왕명으로 태자 법민(法閔)과 장군 김진주 · 김천존 등과 함께 큰 배 1백 척을 타고 당병이 주둔하는 덕물도로 갔고, 이곳에서 당병은 뱃길, 신라군은 땅으로 7월 10일에 백제의 수도 사비성 앞에서 합류해 백제를 친다는 계획을 세웠다. 유신은 5만 병사를 이끌고 사비성으로 향하던 중, 백제의 계백이 이끄는 5천 병력과 황산 벌판에서 만나 치열한 전투 끝에 승리, 가까스로 소정방군과 합류해 백제를 쳐서 멸망시켰다. 이때 황산벌 싸움 탓에 당초 당군과 약속한 7월 10일에서 하루 늦은 것을 트집잡아 신라측 독군 김문영을 처형하려 드는 소정방에게, "그러면 우리는 백제를 쳐부수기 전에 당과 먼저 싸울 것이다!"는 태도로 맞서 끝내 소정방을 물러서게 했다. 또한 당 고종으로부터 현지에서의 일을 임의대로 처리하도록 권한을 위임받은 소정방이 유신과 김인문 · 김양도(金良圖) 세 사람을 포섭하기 위해 “지금 얻은 백제의 땅을 그대들에게 식읍으로 나눠주겠다”고 하자 유신은 "굳이 우리만 상을 받을 수는 없는 일이다."라는 간곡한 말로 거절한다.
당병이 백제 땅에 주둔하면서 기회를 봐서 신라를 치려고 하는 것을 파악한 그는 신라군을 백제군으로 변장시켜 당병을 치게 하자는 계획을 진언했고, 소정방은 일부 잔여 병력만을 백제의 옛 수도 사비성에 남긴 채 자신은 의자왕과 백제 신료 93인, 1만여 명을 포로로 데리고 당으로 돌아갔다. 이후 무열왕의 뒤를 이어 유신의 조카이자 처형(妻兄)인 태자 법민이 즉위하자, 유신은 그를 도와 섭정과 외교 활동을 겸하며 삼한일통 전쟁을 지속해 나갔다.

##### 고구려의 멸망
당은 백제의 옛 수도 사비성에 군사를 주둔시키고 고구려 공격의 후방 기지로 삼는 동시에 신라를 견제하는 역할을 수행하게 하려 했지만, 백제 멸망 직후부터 백제 땅 전역에서 시작된 흥복운동으로 그 계획은 막혀버렸다. 백제의 옛 귀족인 귀실복신과 승려 도침이 지휘하는 백제 흥복군은 당병이 주둔하던 사비성을 포위해 궁지에 몰아넣었고, 신라군은 백제 흥복군을 진압하는 한편으로 그들의 포위망을 뚫고 고립되어 물자 보급이 끊어진 사비성의 당병에게 소금과 간장을 보내주기에 급급했다. 한편 사비성이 함락된 해 11월에는 고구려가 다시 신라를 공격해 칠중성(七重城)에서 성주 필부(匹夫)가 전사하고, 이듬해인 무열왕 8년(661년) 5월에는 고구려가 말갈의 병사들까지 동원하여 신라의 북한산성(아차산성)을 공격해 20일 동안 전투를 치르고서야 퇴각하고 있다.
9월에 신라와 당 사이의 주요 연락거점 한가운데에 위치해 백제군의 점거하에 있던 옹산성(瓮山城)이 함락되었고, 당병과의 연합작전 계획에 따라 신라군이 평양으로 향하던 도중, 평양을 포위하고 있던 소정방으로부터의 다급한 군량수송 요청이 함자도총관 유덕민을 통해 들어왔다. 적지에 들어가 군량을 수송하고 돌아와야 하는 어려운 작전에 누구도 자원하려는 자가 없는 가운데, 유신이 스스로 임무를 수행하겠다고 자청해왔다. 문무왕은 기뻐하며 곧 떠나려는 유신에게 "국경을 넘어서부터, 상벌은 마음대로 하라(出疆之後 賞罰專之可也)"는 면책특권을 주었다. 12월 10일에 유신은 군량 수송을 위해 부장군 김인문 · 김진복(金眞服) · 김양도 등과 함께 쌀 4천 섬과 조(租) 22,250섬을 당군 진영까지 수송할 수송부대를 이끌고 고구려 국경으로 들어갔다. 이때 유신의 나이는 68세였다.
문무왕 2년(662년) 정월 23일에 칠중하(七重河)에 이르러, 두려워 배에 오를 생각을 않는 장병들에게 호통을 치며 먼저 배를 타고 건넜고 이에 모든 장병들이 따라서 강을 건넜다. 유신은 고구려군이 큰길에서 지킬 것을 염려해 일부러 험하고 좁은 길을 택해 나아갔는데, 이따금 길에서 적병을 만나 싸워서 이기면서 장새(獐塞)의 험한 곳에 이르렀다. 겨울의 혹한에 사람과 말이 지치고 피곤해 쓰러지는 자가 속출하는 앞에서 유신은 웃옷을 벗고 직접 채찍을 잡고 말을 몰아 앞에서 사람들을 이끌었다고 한다. 그렇게 험한 길을 빠져나와 휘하의 보기감(步騎監) 열기(裂起)·구근(仇近) 등 15명을 먼저 평양에 보내어 신라군이 도착했음을 소정방에게 알렸는데, 이때 소정방은 난새와 송아지를 종이에 그려 보냈다. 원효(元曉)의 풀이로 이것이 신라군에게 "어서 군사를 돌리라(速還)"는 암호문임이 확인되었고, 양오(楊隩)에 진을 치고 있던 유신은 김인문과 김양도, 아들 김군승을 보내 당의 진영에 군량을 보내고, 소정방은 군량을 받자마자 바로 퇴각했다.
유신의 명령으로 당의 진영에 갔던 양도 등은 따로 군사 8백 명과 함께 뱃길로 귀국했는데, 유신은 퇴각하는 길에 고구려군의 기습에 대비해 북과 북채를 모든 소의 허리와 꼬리에 매달아 뛸 때마다 소리를 내게 하고, 또 땔나무를 쌓아 놓고 태워서 연기와 불이 끊이지 않게 해 놓는 등 교란 작전을 펼치면서 밤중에 몰래 표하(瓢河, 임진강)까지 이르렀다. 강을 건너기에 이르러 유신은 나중에 건너는 놈은 베겠다는 명을 내렸고, 군사들이 다투어 강을 건너는데 반쯤 건너자 고구려 병사들이 추격해 와서 미처 건너지 못한 신라 병사들을 잡아 죽였다. 유신은 다음날 고구려 병사를 뒤쫓아 수만 명을 죽였다. 나루를 건너 강가에서 쉬는데 고구려군이 다시 추격해오자, 유신은 쇠뇌를 이용한 집단사격으로 고구려군을 역습해 패퇴시켰으며, 고구려의 소형 아달혜를 사로잡고 고구려군 1만여 명을 목베는 전과를 올렸다. 서울로 돌아와 공을 논하는 자리에서, 유신은 먼저 선발대로 뽑아 보냈던 열기와 구근에게 미리 급찬(級飡)을 준 뒤, 문무왕에게 그들의 공로를 논하며 급찬보다 높은 사찬(沙飡)을 주어야 한다고 주장해 이를 관철시켰다.
한편 백제 흥복군 내부에서는 분열이 일어나, 도침이 복신에게 살해당하고 복신이 전권을 차지했으나 다시 부여풍(扶餘豊)에게 살해당하는 등 혼란이 거듭되는 가운데, 부여풍은 재차 고구려와 왜에 원병을 청해 나·당 연합군의 공격을 막으려 했다. 663년, 당으로부터 증원된 손인사 등이 이끄는 수군과, 문무왕과 유신 등의 네 장수들이 이끄는 육군이 서로 육지와 바다에서 백제와 왜의 연합군을 쳐서 이기고 마침내 백제 흥복군의 본거지 주류성(周留城)을 함락시켰다. 그 공으로 유신은 겨울 11월 20일에 토지 500결을 상으로 받았다.
665년에 당 고종이 보낸 사신 양동벽(梁冬碧) · 임지고(任智高) 등이 유신을 문안하여, 그에게 봉상정경(奉常正卿) · 평양군개국공(平壤郡開國公) 식읍(食邑) 2천 호라는 당의 관직을 주었다. 666년에는 맏아들인 대아찬 김삼광이 당 고종의 요청으로 당에 불려가, 좌무위익부중랑장(左武衛翊府中郞將)으로서 고종을 숙위하게 되었다. 667년 고구려 정벌에 나섰으나 병으로 싸움터에 나가지는 못하였다. 대신에 문무왕이 원정을 나가고 유신은 내정을 맡아보았다. 668년 대총관(大摠管)에 임명되었으나, 늙고 쇠약해진 데다 병까지 들어 직접 원정에 참가하지는 못하고 서라벌에 남았으며, 대신 유신의 조카이자 처형인 김인문과 유신의 아우인 김흠순 등이 대신 주장(主將)으로 나섰다. 그리고 9월 26일에 나·당 연합군은 마침내 평양을 함락시키고 고구려를 멸했다. 한편 이 날, 왜(倭)에서는 오키미 덴지(大王天智)의 근신 나카토미노 가마타리(中臣鎌足)가 신라의 사신인 사훼급찬(沙喙級湌) 김동엄(金東嚴) 등에게 김유신에게 선물할 배 한 척을 호벤(法弁)·신비쓰(秦筆) 두 사문을 시켜 전달하고, 사흘 뒤에는 문무왕에게도 또 수어조선(輸御調船) 한 척을 선물하였다.
회군하는 길에 남천주에 들른 문무왕은 예전 유신의 할아버지와 아버지가 조정에 봉사하며 세운 공과 유신이 그간 이룬 일들을 신료들 앞에서 술회하며 유신에게 태대서발한(太大舒發翰)의 관등과 식읍 5백 호를 내리고, 수레와 지팡이를 내림과 동시에 대궐에서 몸을 굽히지 않는 것이 허락되었으며, 유신의 요좌들에게도 모두 1등급씩 위계를 올려주고 있다. 당 고종 또한 김유신에게 조서(詔書)를 주었는데, 그 실물은 유신의 5세손 때까지 보전되다 실전되었다고 한다. 이후 병으로 직접 정치나 군사활동에는 참여하지는 못하고, 다만 왕실과 군사의 원로로서 왕에게 여러 차례 전략 수립에 대해 자문을 맡았다.

##### 나당전쟁
백제와 고구려가 멸망한 뒤, 당은 그 옛 땅에 웅진도독부와 안동도호부를 설치하여 직접 통치하려는 야욕을 드러내는 것은 물론, 신라에 대해서도 문무왕에게 계림주대도독(鷄林州大都督)이란 관직을 내리는 등 신라를 당의 일개 기미주로 취급하며, 한반도 전체를 지배하려 했다. 이미 당은 백제 흥복운동이 진압된 직후인 664년에 백제 의자왕의 아들인 부여융(扶餘隆)을 웅진도독으로 파견하고 문무왕을 호출하여 취리산 에서 회맹(조약)을 체결하게 했는데, 이는 당의 괴뢰정권으로서 백제를 부활시켜 신라와 맞서게 하려는 것으로 신라에 의한 평양-패강 이남의 지배를 인정한다는 당초의 약속과도 어긋나는 것이었다. 또한 고구려가 멸망한 뒤에는 이미 예전에 신라가 고구려로부터 빼앗아 차지하고 있던 비열홀을 신라로부터 강제로 빼앗아 고구려에 주는 등, 당은 서서히 신라에 대한 영향력 확대를 시도하고 있었다.
최종적으로는 당이 백제와 고구려 다음으로 신라를 노릴 것이라는 사실은 김유신에 의해 이미 예견된 것이었다. 신라는 한반도에서 당병을 몰아내기 위한 전쟁을 시작했고, 고구려 부흥군을 지원하여 백제 땅에 주둔하던 당병을 습격해 그들을 몰아내고 백제 지역에 대한 지배 체제를 다져 나갔다. 고구려군을 지원하던 신라군은 672년 말갈과 연합해 석문(石文) 벌팔에 진을 치고 있던 당군과의 전투에서 대패하였다. 신라의 여러 장수들이 전사한 이 전투에 유신의 아들로서 신라군 비장(裨將)의 자격으로 참전했던 김원술이 살아오자 유신은 원술에게 비장으로서 다른 장수들을 따라 죽지 못하고 목숨을 부지한 것을 '왕명을 무시하고 가풍(家風)을 더럽힌 죄'를 물어 처형할 것을 청했다. 문무왕은 이를 거절하고 원술을 사면했으나, 이후 원술은 집에도 돌아가지 못한 채 산 속에 근신하여 이후 유신이 숨을 거둘 때까지 숨어 살았다. 한편으로 석문에서의 패배 이후 직접적인 전투보다는 성 위주의 방어전으로 전술을 변경하자는 김유신의 조언에 따라, 신라는 한산주에 주장성을 쌓는 등 각지에 방어 거점을 구축하고, 앞서 포로로 잡은 웅진도독부 소속 당병들을 9월에 돌려 보내고 사죄문의 형식을 담은 표문을 당에 바쳤다.

### 사망
문무왕 13년(673년) 봄 정월에 황룡사와 재성 사이에 큰 별이 떨어지고 지진이 일어나 조정과 민간이 어수선해지자, 유신은 왕을 알현하여 이번의 재앙은 국가가 아닌 자신에게 일어날 일에 대한 흉조이니 신경쓸 것 없다며 위로했다. 이후 병들어 누운 자신을 문병하러 방문한 문무왕에게, "처음부터 못하는 이야 없진 않겠지만, 끝까지 잘 맺는 이는 거의 없다네(靡不有初 鮮克有終)"라는 《시경》의 말을 인용하며 신하로서 왕에게 당부하는 말을 전했다. 그리고 며칠 뒤 자택에서 숨을 거둔다. 기일은 7월 1일, 향년 79세였다.
《삼국사기》열전에는 김유신의 죽음과 관련해 이런 이야기를 수록하였다. 김유신이 병을 얻기 한 달 전, 군복을 입고 무기를 든 수십 명이 그의 집에서 울면서 나오더니 곧 연기처럼 사라져 버리는 것이 목격되었는데, 유신은 이를 전해 듣고 "지금까지 나를 지켜 주던 음병(陰兵)이 내 복이 다한 것을 보고 떠나간 것"이라며, 자신이 얼마 못 가서 죽을 것임을 예상했다는 것이다.
문무왕은 김유신의 죽음을 듣고 크게 슬퍼하며 비단 1천 필과 조 2천 석을 부조로 보내고 군악의 고취수(鼓吹手) 100명을 장례식에 보내주었다. 유신의 유해는 금산원(金山原)에 묻혔고, 왕명으로 그의 공적을 기록한 비석이 무덤 앞에 세워졌으며, 수묘인을 두어 무덤을 지키게 했다.
흥덕왕(興德王, 《삼국유사》는 경명왕) 10년(835년), '흥무왕(興武王)'으로 추존되어 사후 왕으로 지위가 격상되었다.

## 활동 및 업적
※표시된 날짜는 서기를 제외하고는 모두 음력입니다.

※신라의 고유 연호를 쓰던 시기는 모두 연호로, 그렇지 않은 경우는 왕의 재위년도로 표기하였습니다.
| 왕대 및 연호                   | 서기  | 날짜(음력)     | 내용 | 출처                                        |
| ------------------------------ | ----- | -------------- | --- | ------------------------------------------- |
| 건복(建福) 12년                | 595년 | 미상           | 태어남(1세) | 《삼국사기》                                |
| 건복 26년                      | 609년 | 미상           | 화랑이 되어 용화향도를 이끌게 됨(15세) | 《삼국사기》본기                            |
| 건복 28년                      | 611년 | 미상           | 중악에 들어가 수도함(17세) | 《삼국사기》본기                            |
| 건복 29년                      | 612년 | 미상           | 검술을 닦아 국선이 됨(18세) | 《삼국유사》                                |
| 건복 46년                      | 629년 | 8월            | 아버지를 따라 종군하여 고구려 낭비성을 함락시킴(35세) | 《삼국사기》본기                            |
| 인평(仁平) 9년                 | 642년 | 8월            | 백제 의자왕이 쳐들어와 대야성을 함락시키고, 김유신의 매제인 김춘추의 딸 고타소랑과 사위 김품석이 모두 사망하다. | 《삼국사기》본기                            |
| 인평(仁平) 9년                 | 642년 | 겨울쯤         | 압량주도독이 됨. 원병을 청하러 고구려에 갔다 억류된 김춘추를 구하기 위해 군사를 모음(48세) | 《삼국사기》본기, 김유신열전                |
| 인평 11년                      | 644년 | 9월            | 소판 관등에 오름. 상장군으로서 백제의 가혜성 등 일곱 성을 차지하고 가혜진을 열다(50세) | 《삼국사기》본기                            |
| 인평 12년                      | 645년 | 정월           | 매리포성을 공격한 백제의 대군을 다시 상주장군으로서 나아가 격퇴하고 2천 명을 베다. | 《삼국사기》본기                            |
| 인평 12년                      | 645년 | 3월            | 왕명으로 백제를 치러 나가다.(50세) | 《삼국사기》본기                            |
| 인평 16년                      | 647년 | 정월           | 상대등 비담과 염종이 여왕의 부덕을 빌미로 난을 일으키다. | 《삼국사기》본기, 김유신열전                |
| 인평 16년                      | 647년 | 정월 8일       | 선덕여왕이 사망하다. | 《삼국사기》본기                            |
| 인평 16년                      | 647년 | 정월 17일      | 비담과 염종의 난을 진압하고 그 9족을 주살하다. | 《삼국사기》본기                            |
| 인평 16년                      | 647년 | 10월           | 무산성 등 3성을 쳐들어온 백제군을 격퇴하다.(53세) | 《삼국사기》본기, 김유신열전                |
| 태화(太和) 원년                | 648년 | 3월            | 백제의 좌평 의직이 서쪽 변경으로 쳐들어와 요거성 등 10성을 약탈하다. | 《삼국사기》본기                            |
| 태화(太和) 원년                | 648년 | 4월            | 압량주군주로서 대야성을 공격, 반격하는 백제군을 옥문곡까지 유인하여 급습해 이기고 포로로 잡은 백제의 장수를 송환하는 대가로 김품석 부부의 유골을 반환받다. | 《삼국사기》김유신열전                      |
| 태화(太和) 원년                | 648년 | 미상           | 백제의 악성 등 12성을 쳐서 함락시킴. 이찬 관등에 오르고 상주행군대총관이 되다. | 《삼국사기》김유신열전                      |
| 태화(太和) 원년                | 648년 | 미상           | 백제의 진례성 등 아홉 성을 공격. | 《삼국사기》김유신열전                      |
| 태화 2년                       | 649년 | 8월            | 석토성 등지로 쳐들어온 백제의 장군 은상과의 전투에서 아군 진영에 침입한 간첩을 역이용하는 전법으로 승리를 거두다.(54세) | 《삼국사기》김유신열전                      |
| 진덕여왕 4년                   | 650년 | 6월            | 백제와의 전투에서 승리한 소식이 사신을 통해 당나라에 알려지다.(55세) | 《삼국사기》본기                            |
| 진덕여왕 8년, 태종 무열왕 원년 | 654년 | 3월            | 진덕여왕이 승하하다. 화백회의에서 군신들을 설득해 이찬 김춘추를 왕으로 추대하다.(60세) | 《삼국사기》김유신열전, 《삼국유사》        |
| 태종 무열왕 2년                | 655년 | 1월            | 백제가 고구려, 말갈과 함께 신라의 33개 성을 쳐부수다. | 《삼국사기》신라본기, 백제본기              |
| 태종 무열왕 2년                | 655년 | 9월            | 백제 땅에 들어가 백제의 도비천성을 함락시키다. | 《삼국사기》김유신열전                      |
| 태종 무열왕 2년                | 655년 | 미상           | 백제에 포로로 끌려가 좌평 임자의 종이 되었던 전 굴압현령 조미압을 통해 임자와 접촉, 백제의 주요 정보를 빼내는데 성공하다. | 《삼국사기》김유신열전                      |
| 태종 무열왕 2년                | 655년 | 미상           | 태종 무열왕의 딸이자 자신의 조카인 지조(智照)를 아내로 맞이하다.(61세) | 《삼국사기》본기                            |
| 태종 무열왕 7년                | 660년 | 정월           | 상대등 금강(金剛)의 사망으로 그 후임으로서 상대등이 되다. | 《삼국사기》본기                            |
| 태종 무열왕 7년                | 660년 | 3월            | 당 고종이 보낸 장수 소정방이 신라의 왕자 김인문과 함께 13만 대군을 이끌고 바다를 건너다. | 《삼국사기》본기                            |
| 태종 무열왕 7년                | 660년 | 5월 26일       | 태종 무열왕과 다른 장수들과 함께 군사를 거느리고 서라벌을 출발하다. | 《삼국사기》본기                            |
| 태종 무열왕 7년                | 660년 | 6월 18일       | 남천정에 이르다. | 《삼국사기》본기                            |
| 태종 무열왕 7년                | 660년 | 6월 21일       | 왕명으로 태자 법민과 함께 큰 배 1백 척을 거느리고 덕물도에서 소정방과 회견하다. | 《삼국사기》본기                            |
| 태종 무열왕 7년                | 660년 | 7월 9일        | 태자 법민과 함께 신라군을 지휘, 황산벌에서 백제의 계백이 이끄는 5천 군사를 격파하다. | 《삼국사기》본기                            |
| 태종 무열왕 7년                | 660년 | 7월 11일?      | 약속한 기일에 늦었다는 이유로 독군 김문영을 처형하려는 소정방에게 맞서 그가 물러나게 만들다. | 《삼국사기》본기                            |
| 태종 무열왕 7년                | 660년 | 7월 12일       | 진군을 늦추는 소정방을 독려하며 네 길로 나누어 소부리 벌판으로 진격하다. | 《삼국사기》본기                            |
| 태종 무열왕 7년                | 660년 | 7월 13일       | 백제의 수도 사비성을 함락시키고 태자 융과 좌평 사택천복 등을 포로로 잡다. | 《삼국사기》본기                            |
| 태종 무열왕 7년                | 660년 | 7월 18일       | 웅진성으로 달아났던 의자왕이 성에서 나와 항복하다.(백제 멸망) | 《삼국사기》본기                            |
| 태종 무열왕 7년                | 660년 | 8월 2일        | 전승을 기념하기 위해 주연을 베풀고 장병들을 위로하다. 백제 땅을 들며 회유하려는 소정방의 꾐을 물리치다. | 《삼국사기》본기, 김유신열전                |
| 태종 무열왕 7년                | 660년 | 알 수 없음     | 백제를 멸망시킨 뒤 신라를 치려는 당나라군에 맞설 계획을 왕에게 진언하다.(66세) | 《삼국사기》김유신열전                      |
| 태종 무열왕 7년                | 660년 | 9월 3일        | 소정방이 의자왕을 비롯한 백제의 왕족과 신료, 백성을 데리고 뱃길로 당나라로 돌아가다. | 《삼국사기》김유신열전                      |
| 태종 무열왕 8년, 문무왕 원년   | 661년 | 6월            | 태종 무열왕 승하, 태자 법민이 즉위하여 문무왕이 되다. 당나라에서 돌아온 김인문과 김유돈이 고구려를 칠 원병을 내라는 당나라 고종의 칙명을 전하다. | 《삼국사기》본기                            |
| 태종 무열왕 8년, 문무왕 원년   | 661년 | 7월 17일       | 고구려 원정군의 대장군으로 임명되다. | 《삼국사기》본기                            |
| 태종 무열왕 8년, 문무왕 원년   | 661년 | 8월            | 시이곡정(始飴谷停)에서 웅진의 당나라군으로부터 식량 보급 요청을 전해 듣다. | 《삼국사기》본기                            |
| 태종 무열왕 8년, 문무왕 원년   | 661년 | 9월 19일       | 왕명을 받들어 웅현정(熊峴停)에 여러 총관들과 모여 서약하다. | 《삼국사기》본기                            |
| 태종 무열왕 8년, 문무왕 원년   | 661년 | 9월 25일       | 백제 흥복군이 점령하고 있는 옹산성을 포위하다. | 《삼국사기》본기, 김유신열전                |
| 태종 무열왕 8년, 문무왕 원년   | 661년 | 9월 27일       | 옹산성을 함락시키고 웅진성으로 가는 군량 수송로를 뚫는데 성공, 이때 검을 하사받다. | 《삼국사기》본기                            |
| 태종 무열왕 8년, 문무왕 원년   | 661년 | 10월 29일      | 당나라의 조문사절을 맞이하기 위해 군사를 돌려 서라벌로 돌아오다. | 《삼국사기》본기                            |
| 태종 무열왕 8년, 문무왕 원년   | 661년 | 11월?          | 소정방이 보내온 당나라의 함자도총관 유덕민과 신라의 대감 문천이 평양을 포위한 당군에 군량을 지원해줄 것을 요청해오자, 유신 스스로 자원하여 평양으로 갈 것을 진언하다.                                                                                           | 《삼국사기》본기, 김유신열전                |
| 태종 무열왕 8년, 문무왕 원년   | 661년 | 12월 10일      | 부장군 김인문, 김양도 등 아홉 장군과 함께 병사를 인솔하고 식량을 실어 고구려로 들어가다.(67세) | 《삼국사기》김유신열전                      |
| 문무왕 2년                     | 662년 | 정월 23일      | 칠중하(七重河)를 건너 샛길로 산양 땅에 이르다. | 《삼국사기》본기, 김유신열전                |
| 문무왕 2년                     | 662년 | 2월 1일        | 평양과 가까운 장새에서 휘하의 보기감 열기 · 구근 등을 소정방에게 보내 신라군이 왔음을 알리게 하다. | 《삼국사기》본기, 김유신열전                |
| 문무왕 2년                     | 662년 | 2월 6일        | 양오에 진을 치고 김인문과 김양도를 보내 소정방에게 군량을 전해준 뒤, 당군이 철수하자 곧 퇴각. 추격해오는 고구려군을 피해 표하를 건넌 뒤 반격하여 고구려군 1만 명을 전사시키고 그만큼의 병장기를 얻음. 이 공으로 본피궁의 토지와 노비, 보물을 은상으로 하사받다. | 《삼국사기》본기, 김유신열전                |
| 문무왕 3년                     | 663년 | 8월 13일       | 장수로서 문무왕을 따라 당군과 함께 백제 흥복군의 거점인 두솔성(주류성)을 쳐서 함락시키다. | 《삼국사기》본기, 김유신열전                |
| 문무왕 3년                     | 663년 | 11월 20일      | 백제 흥복군을 진압한 공적으로 토지 5백 결을 하사받다.(69세) | 《삼국사기》김유신열전                      |
| 문무왕 4년                     | 664년 | 정월           | 자신의 고령을 들어 물러나기를 청하였으나 허락되지 않고 대신 궤장과 안석을 하사받다. | 《삼국사기》본기                            |
| 문무왕 4년                     | 664년 | 3월            | 백제의 잔당들이 사비성에서 반란을 일으켰으나 진압되다. | 《삼국사기》본기, 김유신열전                |
| 문무왕 5년                     | 665년 | 미상           | 당 고종이 그를 봉상정경(奉常正卿) 평양군개국공(平壤郡開國公) 식읍(食邑) 2천 호로 봉하다. | 《삼국사기》김유신열전                      |
| 문무왕 6년                     | 666년 | 미상           | 당 고종이 아들인 아찬(본기에는 나마) 김삼광에게 좌무위익부중랑장(左武衛翊府中郞將)직을 내림. 김삼광이 김천존의 아들 한림과 함께 숙위하다. | 《삼국사기》김유신열전                      |
| 문무왕 7년                     | 667년 | 가을 8월       | 고구려 원정군의 일원으로서 왕을 따라 장군의 자격으로 서울을 출발하다. | 《삼국사기》본기                            |
| 문무왕 7년                     | 667년 | 겨울 11월 11일 | 장새에서 당군이 철수했다는 소식에 군사를 돌리다. | 《삼국사기》본기                            |
| 문무왕 8년                     | 668년 | 6월 21일       | 고구려 원정군의 최고 총사령관인 대당대총관에 임명(단 풍병 때문에 참전하지 못하고 서라벌에 머물렀다). | 《삼국사기》본기, 김유신열전                |
| 문무왕 8년                     | 668년 | 9월 26일       | 나 · 당 연합군이 고구려의 수도 평양성을 함락시키다(고구려 멸망). 덴지 천황의 근신인 나가토미노 가마타리로부터 배 한 척을 선물받다. | 《삼국사기》본기, 《구당서》및 《일본서기》 |
| 문무왕 8년                     | 668년 | 10월 22일      | 태대서발한(태대각간)의 관등과 식읍 5백 호를 하사받고, 수레나 지팡이와 더불어 대궐에 오를 때 몸을 굽히지 않는 것이 허락되다. | 《삼국사기》본기, 김유신열전                |
| 문무왕 9년                     | 669년 | 겨울?          | 말 기르는 목장 6곳을 하사받다. | 《삼국사기》본기                            |
| 문무왕 12년                    | 672년 | 8월            | 고구려 흥복군을 지원하던 신라군이 석문(石門) 벌판에서 고간과 이근행이 이끄는 당군에 패하다. 당군에 맞서 방어전을 펼칠 것을 진언하면서, 비장으로서 참전했으면서 살아남은 아들 원술의 처형을 요청하지만 허락되지 않다.                                            | 《삼국사기》본기, 김유신열전                |
| 문무왕 13년                    | 673년 | 7월 1일        | 자신의 집에서 사망. 향년 79세. | 《삼국사기》본기, 김유신열전                |

## 인물

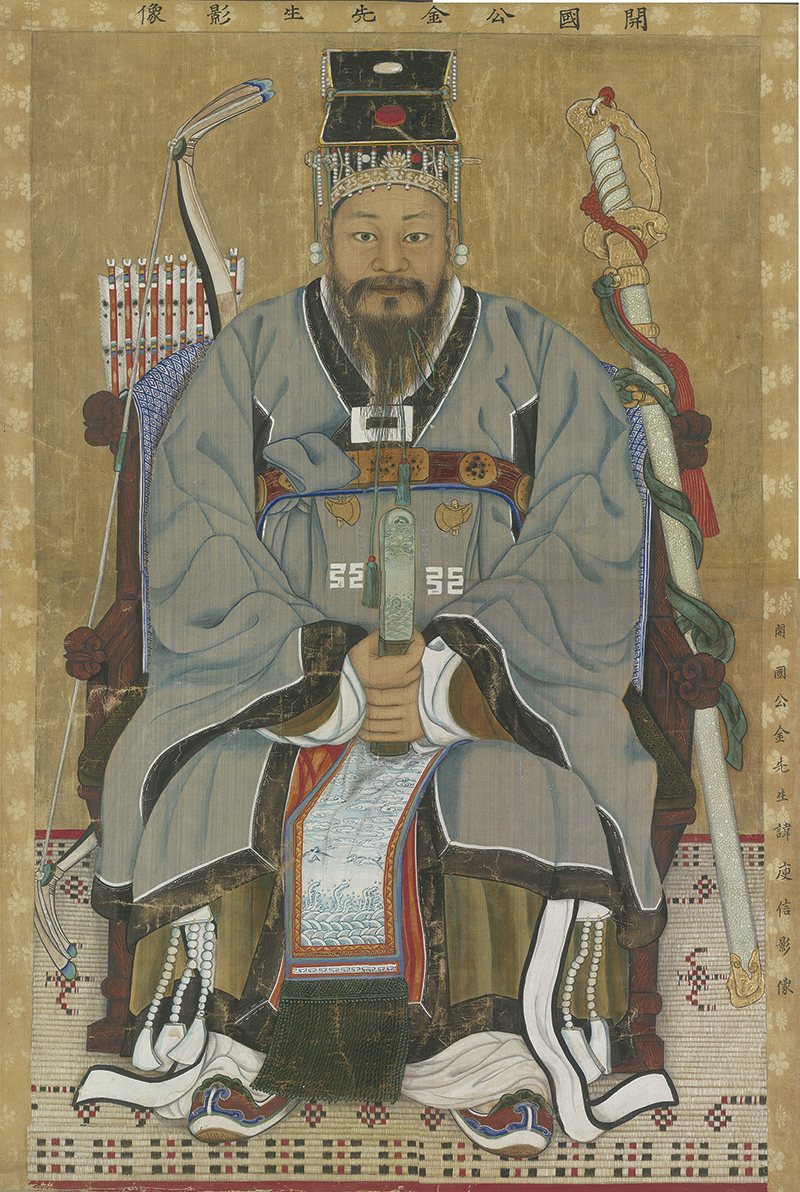
채용신이 그린 김유신 초상화

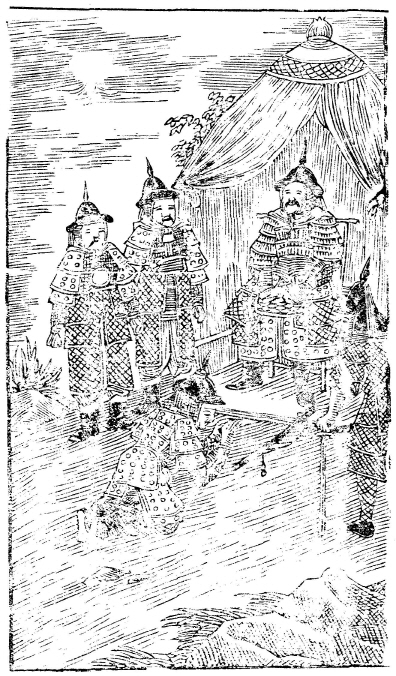
초등대한역사 제2편에 실린 김유신과 소정방의 삽화

김유신의 인물상은 대개 《삼국사기》나 《삼국유사》에 나온 것이 전부다. 유년 시절의 일화로 유명한 것은 《파한집》(破閑集)에 수록된 것으로, 소년 시절의 김유신이 천관(天官)이라는 기생에게 반해 자주 그녀의 집에 드나들었는데, 어머니의 꾸중을 듣고 다시는 그녀의 집으로 출입하지 않기로 맹세하였다. 어느 날 술에 취하여 집에 돌아가는 길에 말 위에서 깜박 잠이 들었는데, 말은 주인이 늘 가던 대로 그녀의 집 앞으로 가서 멈추었다. 천관이 나와서 보고 반가워하고 또한 원망스러워 눈물을 흘리는데, 유신은 말에서 내려 그 자리에서 말의 목을 베고 안장까지 내버린 채 돌아왔다. 사후 그녀가 살던 집터에는 천관사(天官寺)라는 절이 세워졌다.
김유신 개인이 지니고 있었던 가치관으로는, 비담의 난을 진압하면서 별이 왕궁인 월성에 떨어진 것에 기세가 오른 반군을 상대로 놀라 어쩔줄 모르는 여왕과 신료들을 향해 "길함과 불길함이란 정해져 있는 것이 아니라 오로지 사람이 부르는 것이고, 요사함은 사람의 지혜와 덕망으로 물리칠 수 있다" 이라며 일축하는 개명된 태도를 보이기도 한다. 《삼국유사》에는 신라의 원병 요청을 받고 백강까지 도착한 당군 장수 소정방이 갑자기 하늘에 나타나 장군의 진영 위를 빙빙 맴도는 새를 보고, '원수(元首)가 해를 입을 징조'라 하여 겁먹고 상륙하지 않으려는 것을 "겨우 저런 것 때문에 일을 그르쳐서야 되겠습니까."라며 칼을 새에게 겨누자 새는 몸이 찢겨져 땅에 떨어져버리고, 소정방은 그제서야 의구심을 풀고 군사를 백강에 상륙시켜 전투에 나섰다는 기록도 있다. 다만 이 기록은 소정방이 백강에서 상륙하기 직전 김유신은 백강이 아니라 황산벌에 있었다는 시간적 모순이 생겨, 후대 사람들이 김유신을 부각시키고 일부러 소정방의 용렬함을 강조하기 위해 창작했거나 비슷한 사건이 전투 초기에 있었던 일인 것처럼 와전되었을 가능성이 있다.
흔히 사대주의의 표상으로 인식되어 온 김유신이지만, 황산벌 전투로 약속 기일에서 하루 늦은 것을 트집잡아 신라군 독군 김문영을 처형하려 하자 "황산벌에서 우리가 어떻게 싸웠는지 보지도 못하고, 그저 기일이 늦은 것을 트집잡아 우리에게 죄를 주려 한다. 아무 죄도 없이 나는 이따위 모욕을 받을 수 없으니, 나는 당병과 먼저 싸우고 난 다음에 백제를 깨뜨리겠다!" 며 강경한 태도를 보여 끝내 소정방이 한 발 물러서게 했고, 당병이 아직은 동맹이지만 백제와 고구려를 멸하고 나면 다음은 신라가 그들의 목표가 될 것을 예측하고 그들과 싸울 계책을 왕에게 추천하기도 했다. 무열왕이 "우리를 위해 우리의 적을 멸해준 그들을 친다면, 하늘이 우리를 도와주겠느냐?"며 소극적인 태도를 보이자, 유신은 "개도 꼬리를 밟으면 자기 주인이라도 가리지 않고 그 다리를 물어버리는 법. 어려움을 당하여 어찌 자신을 구하지 않을 수 있겠습니까." 라 말하여, 지금 동맹이나 혈맹관계에 있다 해서 그저 무조건 의지하고 따라다니기만 해서는 안 된다는 철저한 현실적 태도를 견지하고 있다.
군사적인 면에서는 할아버지 때부터 쌓아온 집안의 가풍을 중시해, 당과의 전투에서 패하고 살아 돌아온 원술에 대해 "왕명을 어기고 가훈을 더럽힌 죄를 물어 목을 베소서" 라 왕에게 청하는 등 강경한 태도를 보여, 끝내 아들이 집안으로부터 버림받아 평생 숨어살도록 몰아갔다. 실제로 가문의 안위를 중요하게 여기는 그의 모습은 훗날 죽은지 100년이나 지나 무열왕계 독재의 강화와 함께 그의 자손이 신라 정계로부터 냉대받으며 소홀한 대접을 받게 되자 그의 무덤에서 회오리바람이 일고 탄식하는 소리가 들렸다는 설화로 나타나기도 한다.
한편으로는 개개인의 골품이나 신분, 관례보다는 능력과 공적을 중시해, 662년 평양을 포위한 소정방의 당병에게 군량을 수송하는 데에 공을 세운 휘하의 열기 · 구근에게 사찬이라는 벼슬을 내려줄 것을 청하며, 너무 과하지 않느냐는 왕의 지적에 "벼슬은 공적을 담는 그릇으로 공에 보답하여 주는 것인데 무엇이 지나치겠습니까."라는 말로 기어이 두 사람의 관등 수여를 관철시킨다. 당시 열기는 신라군 내의 보기감(步騎監)을 맡고 있었는데, 보기감은 신라에서 군사감(軍師監)과 함께 사지에서 나마(奈麻)까지의 관등을 가진 자들이 맡던 관직으로(《삼국사기》직관지), 급찬이나 사찬으로 오른다는 것은 파격적인 승진이었다.

## 평가

### 전근대

#### 인신(人臣)으로써의 평가
이미 신라 당대부터 김유신은 나라를 크게 일으킨 충신이자 주석지신으로 숭앙받았다. "유신 각간이 세상에 나서 대업을 이루어 나라의 보배가 되었기에"(중화 3년명 금동사리기기), "오산(鼇山)의 정기를 받고 접수(鰈水)의 정기를 타고났다. 문부(文符)를 쥐고 재상의 집안에 태어나 무략(武略)으로 왕실을 높이 떠받들었으며… 마침내 두 적(敵)를 완전히 평정하여 토군(兎郡)의 사람들을 길이 편안하게 하였고, 세 임금(진덕왕, 무열왕, 문무왕)을 잘 받들어 진한(辰韓)의 풍속을 크게 위로하였다."(진경대사탑비) 등 신라 하대에 이르기까지 김유신은 신라 국가와 왕실을 위하여 힘쓴 업적과 능력을 높이 평가받았다.
김유신은 양신이자 성신으로써 태종 무열왕을 도와 삼한을 통일하였으며, 사후 동해의 용이 되었다는 전승이 퍼진 문무왕과 함께 불교의 삼십삼천의 화신으로 신라를 진호한다는 인식이 널리 퍼졌다. 신라에서 무열왕에게 당 태종과 같은 '태종'의 묘호를 붙인 것을 당이 항의하며 지우도록 요구했을 때, 신라 조정은 당 태종이 현신(賢臣) 위징(魏徵)을 얻어 대업을 이룬 것과 마찬가지로 무열왕이 성신(聖臣) 김유신을 얻어 삼한일통의 대업을 이루었고 양자가 동격이라는 논리로 거절하고 있다.
이러한 김유신에 대한 신라 왕실과 조정의 고평가는 그에 대한 흥무대왕(興武大王) 추봉으로 그 정점을 찍었다. 흥무 즉 ‘무(武)를 일으킨(興)‘ 자로써 김유신이 무장으로써 보였던 능력을 높이 평가했음을 보여주는 것으로, 한국사를 통틀어 인신이 왕으로 추봉된 것은 김유신이 유일하다.
고려의 현종(顯宗)은 최치원·설총과 더불어 그를 개국공(開國公)에 봉했다. 《삼국사기》를 지은 김부식은 열전의 총 분량(10권) 가운데 3권을 모두 김유신에게 할애하고 있을 정도로 김유신을 추켜 세웠으며, 조선조에는 무묘(武廟)를 세워 배향해야 할 인물의 한 명으로 거론되기도 했다.
문무왕과 그 신료들
고구려를 멸망시키고 돌아오던 길에 남천주에 들러 문무왕은 그의 조부 때부터 신라 조정에 봉사해 온 일을 들며, "지금 유신이 할아버지, 아버지의 일을 계승하여 사직(社稷)을 지키는 신하가 되어 나가서는 장수가 되고 들어와서는 재상이 되어 그 공적이 많았으니, 공의 일가에 의지하지 않았더라면 나라의 흥망이 어떻게 되었을지 알 수 없다" 며 김유신의 공적을 추켜세우면서 관직과 은상을 올려주는 것이 어떠냐고 묻자 신하들은 모두 동의하고 있다.
구근(仇近)
구근은 열기와 함께 김유신의 명으로 소정방에게 군량을 수송하는 역할을 맡았고 그 공으로 김유신의 추천을 받아 사찬에 임명되었다. 김유신의 셋째 아들인 파진찬 원정(元貞)을 따라 서원경(西原京)의 술성(述城)을 쌓는데, 원정이 다른 사람의 말만 듣고 구근이 일을 게을리 한다며 곤장을 치자, 구근은 “나는 일찍이 열기와 더불어 죽음을 헤아릴 수 없는 곳에 들어가 대각간의 명을 욕되게 하지 않았고 대각간께서는 나를 무능하다 하지 않으시고 국사(國士)로 대접하셨는데, 지금 뜬소문을 듣고 나에게 죄를 주니 평생 치욕이 이보다 더 큰 것이 없소.”라며 억울해했고, 원정은 이 말에 평생 부끄러워하고 후회하였다.
윤관
동북 9성을 개척한 윤관은 평소 김유신을 존경했으며, 여진 정벌을 앞두고 사람들에게 "김유신이 전쟁할 때 6월이라 여름이었는데도 강물이 얼어붙어 군사들이 건널 수 있었던 것은 다름아닌 지성으로써 이루어진 것이니, 나라고 그렇게 못할 것이 무엇이겠는가"라며 전의를 불태웠다고 한다. 다만 이것이 언제 어느 때를 가리키는지에 대해서는 분명하지 않다.
김부식
《삼국사기》 열전 말미에서 김부식은 을지문덕의 지략과 장보고의 의용도 중국의 서적이 아니었으면 영영 잊혀질 뻔 했는데 김유신 같은 이는 우리 나라 사람들이 칭송하여 사대부는 물론 꼴 베고 나무하는 아이까지도 능히 알고 있다며, 그 사람됨이 반드시 다른 사람과 차이가 있었을 것이라고 평가하고 있다. 그런 한편으로 “유신의 재능뿐 아니라 신라 조정에서 그를 중용하여 믿고 일을 맡겨 의심하지 않았기 때문에 그가 공업을 이룰 수 있었다”며 신라 조정의 역할을 은근히 강조하여, 신라 조정이 김유신에게 그랬던 것처럼 고려 조정과 인종도 김부식 자신을 전적으로 믿고 기용해 주기를 바라는 기대를 내심 비치고 있다.
최보
안정복의 《동사강목》에 인용된 사론에서는 유신을 두고 "충분(忠憤)한 마음과 영위(英偉)한 지략을 기울여 통일의 공을 이루고 위(位)는 장상(將相)을 겸하여, 몸소 국가의 안위를 도맡아 20여 년 동안 우뚝 국가의 장성(長城)"이 된, "뛰어난 재주로 그 훌륭한 임금과 적당한 때를 얻어 그 큰 공을 이룬 자"라 평가하며, "어려움을 두루 겪으면서 국사를 위하여 몸을 바쳐 공명과 충절을 처음부터 끝까지 모두 보전하였으니, 유신 같은 사람이야말로 비길 만한 데가 드물다"고 호평하고 "예로부터 영웅호걸의 선비는 비상한 재주가 있어도 꼭 같이 일할 임금을 얻지 못하거나, 어쩌다 같이 일할 임금을 얻어도 같이 일할 때를 얻지 못했다. 비상한 재주를 가지고 같이 일을 도모할 임금을 만나고 같이 일을 도모할 때를 얻어서 세상에 보기 드문 공을 이룩한 자의 예를 김유신에게서 볼 수 있다"며 김유신이 영웅으로 남을 공을 세운 것은 같이 일할 올바른 임금을 만났던 것과 김유신 개인의 재능이 뛰어났던 것에 있다고 평하며, 그가 임종에 문무왕에게 남긴 유언을 신하가 임금에게 할 수 있는 조언들의 요점이라고 호평했다. 한편으로 흥덕왕이 그를 흥무왕으로 추봉한 것에 대해서는 고대 주(周)의 성왕(成王)이 숙부이자 재상이었던 주공(周公)의 제사를 천자의 그것과 준하게 한 일을 들어, 아무리 공이 크다고는 하지만 "신하로서 충성하는 것은 지극히 당연한 일", "군신의 명분을 문란하게 만든" 처사라 비판하고 있다.
조선 후기의 문인 강재항(1689-1756)은 최보와 마찬가지로 김유신이 임종에 문무왕에게 한 말을 두고 ”(신하로써) 임금에게 고하는 대체를 깊이 얻은 것”으로 호평하였으며, 제갈공명의 전후출사표조차도 김유신의 이 유언에 미치지 못한다고까지 평가하였다.
또한 고려의 김부식처럼 조선의 문인, 관료들 가운데는 김유신의 인신으로써의 자질이나 죽는 순간까지 내비친 신라 왕실과 국가에 대한 충성심뿐 아니라 그런 김유신을 믿고 맡겼던 왕의 '명덕'(明德)을 강조하는 데에도 김유신을 끌어오곤 했다. 중종(中宗) 27년(1532년)에 생원 이종익이 상소를 올려 중종과 영의정 박원종(朴元宗)을 태종 무열왕과 김유신의 관계에 빗대며, 김유신의 무덤에서 회오리바람이 일어 미추왕의 무덤에 가서 탄식하고 다른 나라로 옮겨가겠다고 청했다는 《삼국유사》의 이야기를 가져와 대며 중종반정의 공신인 박원종과 그 후손들을 잘 대우할 것을 청했다.
영조 5년(1729) 류엄은 입시해 《동국통감》을 진강하는 자리에서 ”태종왕은 김유신의 현명함을 얻어 능히 ’통삼’(삼국통일)의 기틀을 세울 수 있었고 문무왕이 그 자리를 이어 기어이 삼국통합의 공을 이루었으니 가히 성하다 하겠습니다.“라고 하면서, 김유신이 임종 때에 한 유언을 강조해 “실로 천고에 지극히 경계가 되는 말입니다.”라고 칭찬하면서 국왕이 현명한 신하를 등용하는 것의 중요성을 아뢰었다.

#### 무장으로써의 평가
김유신의 군사적 재능에 대한 호평과 찬양은 이미 고려 시대에도 있었고 조선 초기에도 그러했다. 동북 9성을 개척한 윤관은 김유신을 평소 존경해, “김유신이 전쟁할 때에 6월인데도 강이 얼어서 삼군이 건넌 것은 다름아닌 지성으로 이루어진 것이다.”라고 김유신의 ‘지성’을 상찬하였다. 《제왕운기》에서 이승휴는 ”오묘한 병서를 얻어 무예에 뛰어났도다“라고 읊었고, 정추(鄭樞, 1333-1382)는 ”장사는 신기가 있어 칼에다 주문을 외웠고“ "김유신 장군은 참으로 영웅이라 천년토록 우뚝하고 기이한 공적이라" 등 김유신을 기리는 시를 남겼다. 여기에는 김유신의 전략이나 전술에 대한 구체적인 분석보다는 김유신이라는 인물의 신성이나 지성이라는 추상적인 개념이 선행된다.
조선 초에 들어와서 서거정은 김유신을 중국의 제갈량에 비유했고, 박세채는 당의 명장 곽분양(곽자의)이나 명(明)의 서중산(서달)에 비유했다. 세조 2년(1456년) 양성지가 본국의 무성(武成)과 무교(武敎)를 대표하는 인물로 사당에 배향되어야 할 인물로 김유신을 을지문덕, 흑치상지와 함께 언급하기도 하였다. 조선 후기의 성호 이익도 김유신을 무교를 대표하는 인물로써 무성왕의 사당에 배향해야 한다고 평가하였다.
특히 조선 후기 임진왜란과 병자호란을 겪은 뒤 조선 사회에서는 무장으로써의 김유신의 능력이 더욱 높이 재조명되었는데, “어찌하면 김공을 묘에서 다시 일으켜 취가를 호위하며 오랑캐를 소탕할꼬”(구사맹), “어느 때에나 하늘이 김유신과 강감찬처럼 충의로운 영웅호걸의 신하를 탄생시켜 요망한 기운을 깨끗이 쓸어버리고 큰 수치를 씻을 수 있을지“(성혼) 등 조선의 문인들은 남쪽으로는 일본의 침략과 북쪽으로는 만청의 위협이 가해지는 와중에 김유신 같은 인물이 다시금 나와서 국난을 물리쳐 주기를 바랬던 것이다.
국방력 강화를 논의하면서 김유신이 거느렸던 쇠뇌 부대가 언급되기도 했다. 특히 661년 호로하 전투에서 김유신이 거느렸다는 쇠뇌 부대가 김유신의 승리의 비결 가운데 하나로 주목되어, 영조 원년(1725) 장흥의 김성대가 상소에서 쇠뇌의 효용성을 논하며 ”신라 김유신이 여러 적을 평정한 것은 이것(쇠뇌)에 힘입은 것인데 세대가 오래 지나고 사람들은 다 죽고 없으니 책에도 나오지 않고 기계도 사라져 이를 풀 사람이 없다“고 한탄하였고 정조 때의 정지원도 비슷한 취지로 한탄하는 언급을 남겼다.

### 근대 이후
근대 이후 김유신에 대한 부정적 평가가 일부 제기되게 된다. 역사학자 신채호는 김유신이 왕가의 외척이 되기 위해 그의 누이들을 이용했다는 점을 들어, 출세의 수단으로 가족을 이용했다며 부정적으로 평가하였다.

#### 군사적 능력에 대하여
황산벌 전투에서 김유신은 5만의 신라군을 이끌고 5천 군사의 계백과 맞서 싸웠으나 계백을 쉽게 물리치지 못하고 시간을 지체하였다. 군사의 수가 10배인 김유신의 신라군이 계백의 결사대와의 전투에서 서둘렀음에도 하루 지체하였다는 점에서 사실상 김유신이 계백에게 패배한 전투였다는 평가도 있다.
또한 황산벌 전투에서 김유신은 답보 상태에 빠진 대치 상황을 돌파하기 위하여 화랑 반굴과 관창의 죽음을 볼모로 군사의 사기를 높이는 전술을 사용하였다. 어린 화랑을 희생한 것은 비인간적인 것이었고 우세한 군세를 이용한 다양한 전술 구사가 부족했다는 비판을 하며 김유신이 뛰어난 지략가라는 미사여구는 과장된 것이라는 평가가 있다.

#### 삼한일통 과정에서의 행적
백제 정벌은 당나라가 주도했고 고구려는 순전히 연개소문의 아들들의 정권다툼으로 인한 내부의 분열로 자멸한 측면이 있으며 당나라와의 전장에 김유신은 직접 참가하지 않았다. 더군다나 고구려의 군력 자체는 양만춘이 안시성에서 당나라 군대를 상대로 크게 승리를 거둘 정도로 당나라보다 월등했음에도 불구하고 연개소문의 아들들끼리 싸움을 벌이는 바람에 자멸한 것이다. 그렇기 때문에 삼국통일 과정에서 김유신의 역할을 지나치게 칭송하는 삼국사기와 삼국유사의 서술은 공정한 역사 인물에 대한 평가라기 보다는 추종자들이 미화한 이야기라는 견해도 있다.
더군다나 김유신과 신라가 삼국을 통일했다고 볼 수가 없는 것이 고구려의 멸망 자체도 연개소문의 아들들이 자기네들끼리 싸우다가 자멸한 것인 데다가 고구려가 멸망하자마자 바로 고구려의 장수 출신인 대조영이 발해라는 나라를 건국해서 고구려의 유지를 받들었으며 신라가 고구려의 영토를 점령한게 아니라 고구려의 영토는 발해가 차지했다는 점으로 보면 김유신은 고구려를 정벌하지 못했다고 봐야 옳다.

## 묘소·사당

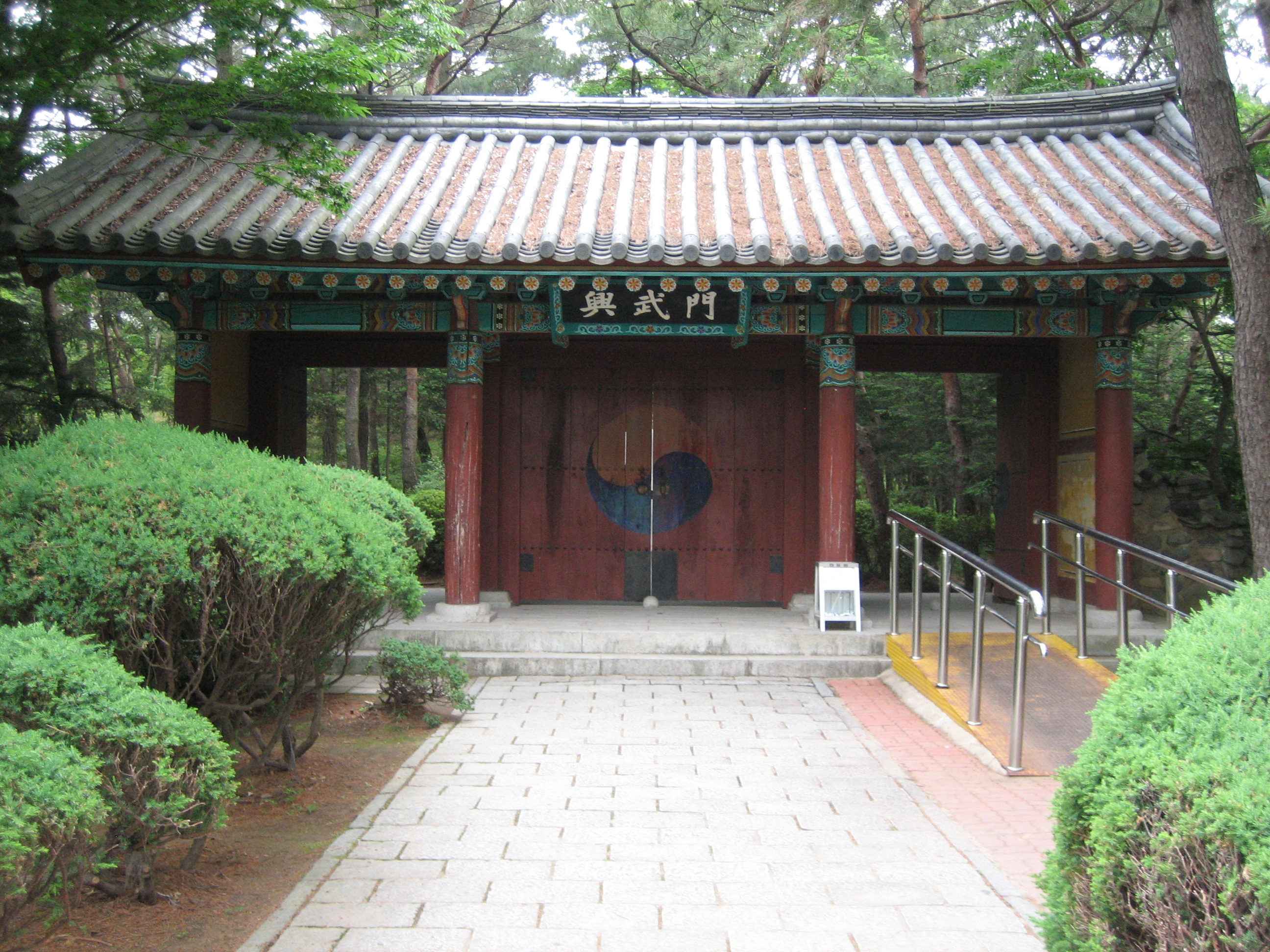
김유신장군묘으로 가는 흥무문 정면사진

김유신이 묻힌 금산원의 무덤은 《삼국유사》에는 서산 모지사(毛只寺) 북쪽, 동으로 향해 뻗은 봉우리에 있다고 했다. 《세종실록》지리지에는 모지사 북쪽 봉우리에 있고 부(府)와는 서쪽으로 4리 거리라고 했고, 《신증동국여지승람》에는 경주부 서쪽 서악리(西岳里)라 기록되었다. 김유신의 것이라 전하는 묘소는 오늘날 경상북도 경주시 충효동 산 7-10번지에 있는데 이것이 진짜 김유신의 무덤인가에 대한 의문이 현재까지 끊이지 않고 있다(김유신묘 항목 참조). 이 묘는 1963년 1월 21일 대한민국 국가 사적 제21호로 지정되었다.
무덤 면적은 14,143m2이다. 봉분 주위에는 묘를 지키는 호석(護石)으로 12방위로 주석(柱石)을 세우고 거기에 십이지신상(十二支神像)을 조각했는데, 머리부분은 동물상이고 몸뚱이 부분은 인상(人像)이며 모두 무기를 잡고 서 있는 모습들이다. 무덤 주위에 십이지신을 새기는 것은 신라에서는 왕의 무덤에만 허락된 것이었다. 김상기는 김유신의 묘가 지금과 같은 왕릉으로서의 형식을 갖추게 된 것은 그가 흥무왕으로 추존된 뒤의 일로 추정하였다.

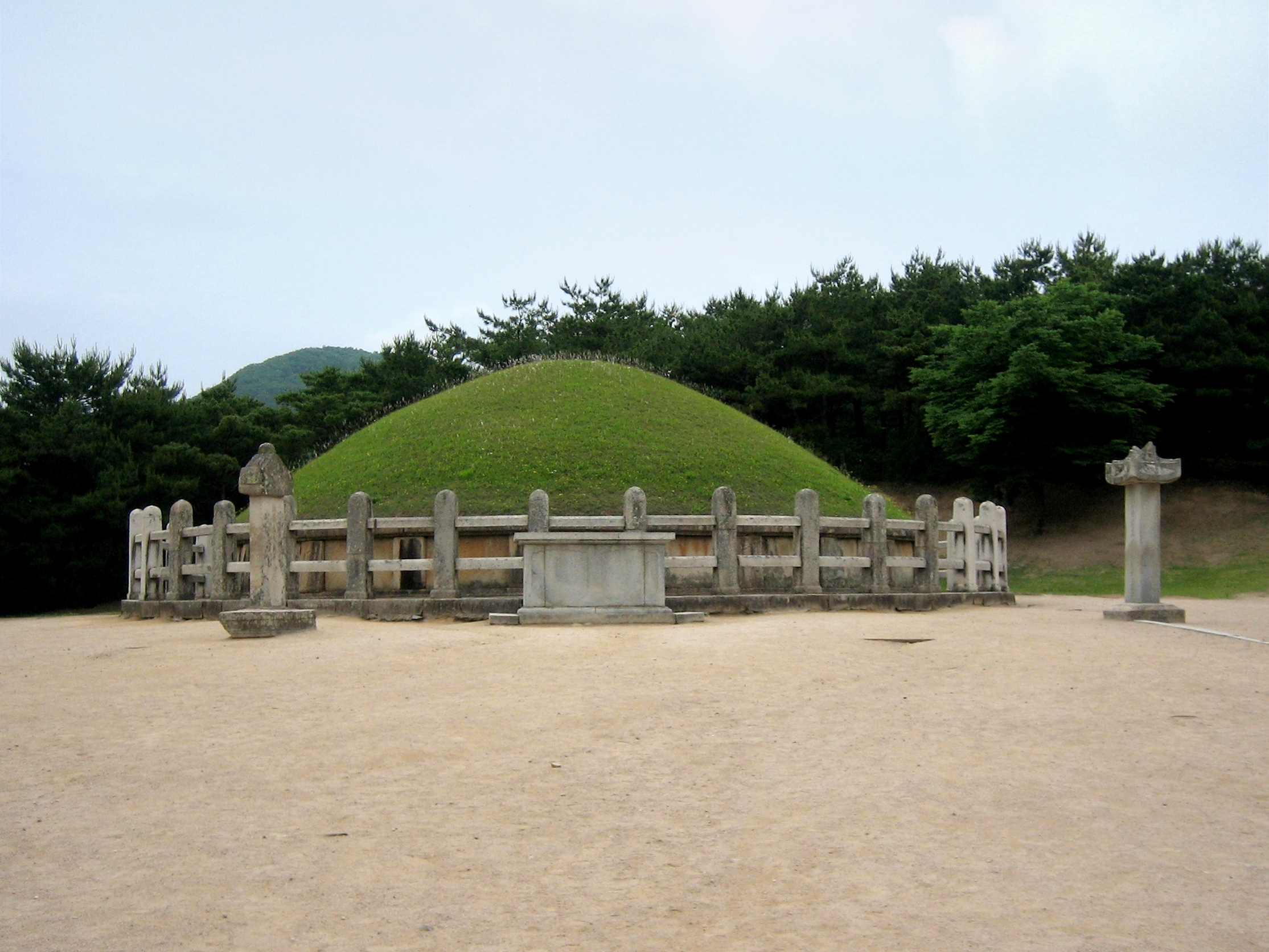
경주시 위치한 김유신장군의 무덤

기록에 따르면 김유신의 무덤 앞에는 왕명으로 그의 공적을 기록해 새긴 비석이 세워졌는데, 신라의 국자박사(國子博士)였던 설인선(薛因宣)이 그 비문을 지었다고 전하지만 현재는 비석의 흔적도 찾아볼 수 없으며, 다만 《임하필기》에는 그의 묘비가 경주 서쪽 10리 지점에 있었으며, 경주부사를 지냈던 홍양호가 그 묘에 제사를 지내고 비를 찾아보았으나 찾아내지 못하다가 20년 뒤에 이서구(李書九)가 금석첩(金石帖) 속에서 임진왜란 이전에 탁본한 것 몇 장을 발견했는데, 필법이 구양순체와 많이 닮은 것이었다고 증언하고 있다.
현존하는 무덤 앞의 비석은 후대에 그의 후손들이 세운 것이다. 하나에는 '신라태대각간김유신묘'(新羅太大角干金庾信墓), 다른 하나에는 '개국공순충장렬흥무왕릉'(開國公純忠壯烈興武王陵)라 새겨져 있는데, 비석을 새길 당시 그가 흥덕왕으로부터 흥무왕으로 봉해졌음을 미처 알지 못하고 「묘(墓)」라 적었다가 나중에야 그 글자 위를 덮고 다시 「능(陵)」자로 고쳐 새겼다. 하지만 비석의 원래 재질과 글자를 메워넣은 재료의 재질이 서로 달라서 지금도 비가 오는 날에는 「능」이라는 글자 뒤에 가려진 「묘」자의 흔적이 드러난다고 한다.

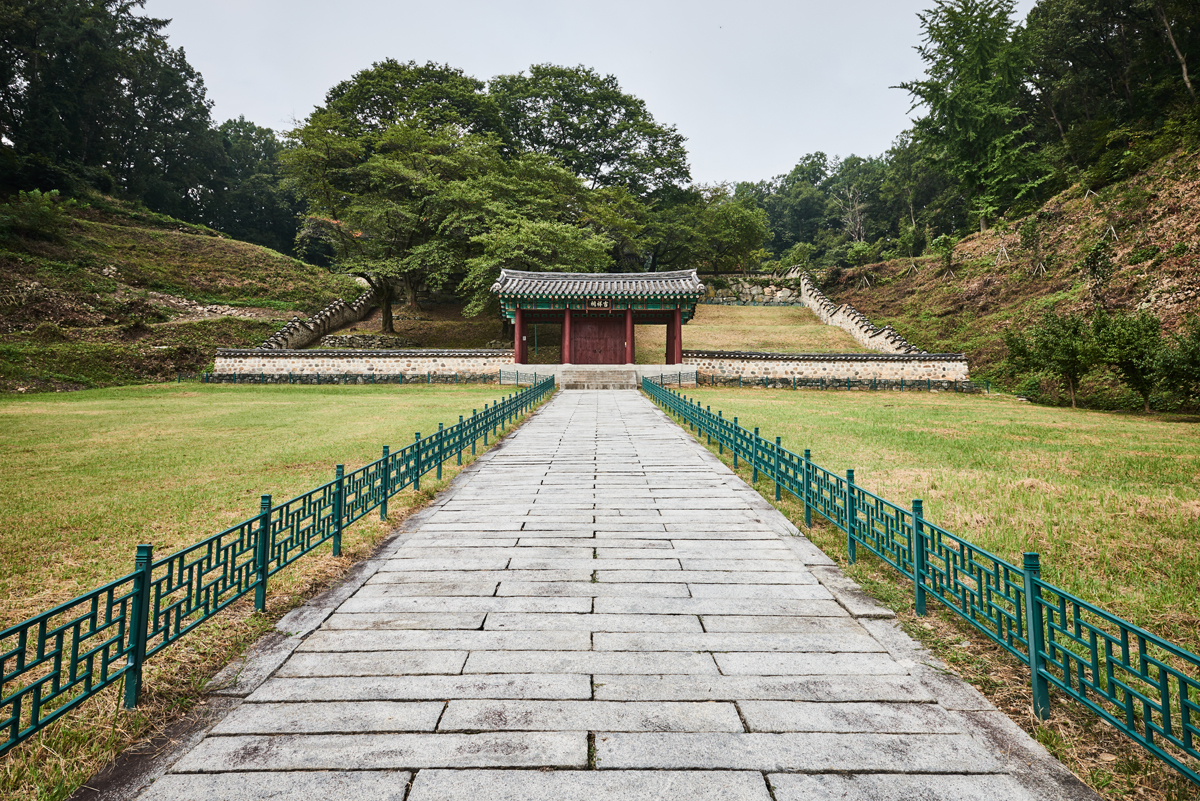
진천 길상사. 김유신의 사당이다.

그가 태어난 진천군에는 이미 신라 때부터 김유신사(金庾信祠)라는 사당이 있었는데 조선 시대까지 국가에서 제사를 지냈다. 임진왜란과 병자호란을 겪으면서 폐허가 된 것을 철종 2년(1851년) 백곡면에 '죽계사'를 세우고 김유신의 영정을 모셨으며, 서원철폐령으로 헐렸다가 1926년 김유신의 후손 김만희의 노력으로 지금의 자리에 길상사(吉祥祠)를 다시 세우게 되었다. 이곳은 1975년에 정비되었으며, 뒷산인 길상산은 다른 이름을 태령산(胎靈山)이라 하는데 김유신의 탯줄을 이 산의 봉우리에 묻었다는 데서 유래한 것이다.
경주에는 명종 18년(1561년)에 당시의 부윤 이정(李楨)이 김유신의 위패를 모시기 위해 지역 유생들과 함께 선도산 아래에 서악정사(西岳靜舍)를 세웠는데, 임진왜란으로 소실되었다가 1602년과 1610년에 걸쳐 사당과 강당, 동·서재를 새로 지었고, 인조 원년(1623년)에 국가가 인정한 사액서원으로서 '서악'이라는 이름을 받고 지금의 서악서원(西岳書院)으로 거듭나게 되었다. 이때 김유신에 더해 최치원과 설총을 더 배향하게 되었으며, 서원철폐령 때에도 폐쇄되지 않고 살아 남은 47개 서원 가운데 하나로 오늘날에 이르고 있다.
전국에 남아 있는 김유신을 제향하는 사묘는 다음과 같다.
- 경주 숭무전(崇武殿)
- 경주 통일전(統一殿)
- 경주 서악서원(西嶽書院)
- 군위 효령사(李靈祠)
- 양산 취서사(鷲棲祠)
- 진주 남악사(南岳祠)

- 광주 장렬사(壯烈祠)
- 전주 완산사(完山祠)
- 부안 보령원(保寧院)
- 광주 장렬사(壯烈祠)
- 정읍 태흥사(泰興祠)

- 진천 길상사(吉祥祠)
- 부여 부풍사(扶風祠)

- 강릉 화부산사(花浮山祠)
- 화성 금산사(金山祠)
- 서울 보광동 명화전(明化殿)

## 전설

### 추남 설화: 김유신의 전생담
《삼국유사》에는 김유신이 국선(國仙)이 되었을 때, 고구려와 백제를 치려고 모의하던 중에 백석이란 낭도로부터 적국을 염탐하고 오자는 제의를 받아 밤에 길을 가던 중, 고개 위에서 우연히 세 명의 여자를 만나게 되었다. 서로 이야기를 나누다 친해졌을 즈음 유신으로부터 밤길의 목적을 듣고 여자들은 잠시 백석을 여기 두고 숲에서 긴히 할 이야기가 있다며 유신을 데리고 들어갔다. 그리고 그곳에서 여자들은 신의 모습으로 현신하여 유신에게 백석은 적국의 사람으로 유신을 꾀어 적지로 데려가려 한다며 경고한 뒤 사라졌다. 골화관에 이르러 유신은 백석에게 긴요한 문서를 잊고 왔다며 집으로 돌아온 뒤, 백석을 잡아 문초하여 그 이유를 알게 되었다. 백석의 말은 이러했다.
백석은 원래 고구려 사람으로, 영양왕때 고구려에서 국경의 강물이 역류하는 괴변이 생기자 고구려의 왕은 추남(楸南)이라는 복서지사(점쟁이)를 불러 점을 치게 했다. 추남은 「왕비가 음양의 도를 거스른 까닭에 이런 변고가 생겼다」는 점괘를 내놓았고, 노한 왕비는 왕에게 터무니없는 말이라며 다른 것으로 시험해 보아 맞지 않으면 추남을 중형에 처해야 한다고 주장했다. 고구려의 왕은 쥐 한 마리를 상자에 숨겨 놓고 추남에게 상자에 든 것을 맞히게 했는데, 추남은 상자 안에 쥐가 들어 있다고 말하면서 그 숫자는 한 마리가 아닌 여덟 마리라고 대답했다. 결국 처형당하게 된 추남은 죽음을 앞두고 "반드시 다른 나라의 대장으로 환생해, 고구려를 멸망시키고 말겠다."는 저주의 말을 남겼다. 그를 죽이고 나서 미심쩍은 생각이 든 왕이 쥐의 배를 갈라보게 했는데, 쥐의 뱃속에는 새끼가 일곱 마리 들어 있는 것이었다. 그제야 추남의 점이 사실임을 알았지만 이미 엎질러진 물이었다. 그 날 밤 고구려왕은 처형당한 추남이 신라 김서현의 부인의 품에 들어가는 꿈을 꾸었고, 추남이 신라에서 김유신으로 환생했다고 판단한 고구려왕과 그 신하들은 백석을 시켜 유신을 꾀어 죽이려 했던 것이다.
유신은 백석을 처형한 뒤 자신을 구해준 세 신들에게 제사지내어 그 은혜에 감사하였다고 한다. 그 세 신은 실은 내림·혈례·골화 세 지역의 신으로, 이후 신라에서는 국가 제사에서 시조묘나 종묘 다음으로 격이 높은 대사(大祀)로서 우대하였다.

### 김유신의 검
김유신의 전설 중 가장 유명한 것은 서라벌 중악(中嶽)에서 선인을 만나 신비로운 비법을 전수받고, 기도 수행하다 별의 정기가 서린 보검을 얻었다는 이야기이다. 《삼국사기》는 진평왕 건복 28년 신미(611년), 17세의 김유신이 중악의 동굴에 들어가 재계하고 하늘에 기도하였는데, 머문지 나흘째 되는 날 거친 털옷을 입은 한 노인이 나타나 “귀한 집의 자제가 어째서 여기에 혼자 있느냐“고 물었다. 김유신이 노인의 이름을 묻자 노인은 ”나는 일정하게 머무르는 곳 없이 인연을 따라 가고 머물며 이름은 난승(難勝)이라 한다“고 소개했다.
그가 평범한 인물이 아님을 알게 된 김유신은 두 번 절하고 가르침을 청했다. 처음에는 묵묵히 말이 없던 난승은 김유신이 여러 번 간청하자 그제야 신비한 비법(秘法)을 가르쳐 주었다. 김유신에게 비법을 가르쳐주고 난 뒤, ”의롭지 못한 일에 쓴다면 도리어 재앙을 받을 것이니 함부로 전하지 말라“는 말을 마치고 난승과 김유신은 작별하였다. 그가 2리쯤 갔을 때 유신이 쫓아가 바라보니, 난승의 모습은 보이지 않고 산 위에는 오색의 찬란한 빛만 남아 있을 뿐이었다. 이듬해인 건복 29년(612년) 김유신은 다시 한 번 보검을 가지고 혼자서 열박산(咽薄山)의 깊은 골짜기에 들어가, 중악에서 했던 것처럼 향을 피우며 하늘을 향해 보검에 빛을 드리우고 신령을 내려줄 것을 기도했다. 사흘째 되는 밤, 허성(虛星)과 각성(角星) 두 별의 빛이 내려와 칼에 깃들었다. 이후 김유신의 검은 별의 정기를 품은 영검으로 거듭나게 되었다는 것이다.
오늘날 경주의 단석산에는 마치 칼로 잘라낸 듯 표면이 반듯반듯한 바위가 여기저기 남아있으며, 현지의 전승은 그것이 유신이 이곳에서 검술 수련을 하며 바위를 잘랐던 흔적이라고 말하고 있다. 또한 한국의 강릉에서 행해지는 강릉단오제는 김유신의 검이 명주(溟州) 남쪽의 선지사라는 절에서 90일 만에 주조되었다는 전승을 전하고 있는데, 김유신의 검은 그가 화를 낼 때마다 저절로 칼집에서 튀어나왔다고 한다. 이 검을 가지고 김유신은 백제와 고구려를 물리치고 마침내 삼한을 통일하는 대업을 이루었고 죽은 뒤 명주 대관령의 산신으로서 모셔지게 되었다고 전하고 있다. 단석산뿐 아니라 인근의 여러 산과 계곡, 동굴 등지에는 김유신과 관련된 전승을 전하는 곳이 많이 분포되어 있다.

### 백제의 공주와 작원성(鵲院城)
경주시 건천읍에는 작원성, 또는 작성(鵲城)이라는 토성이 남아 있는데, 《동경잡기》(東京雜記)에는 이 성의 이름 유래에 대해 다음과 같은 전설을 남기고 있다. 백제를 공격할 당시 김유신이 서라벌 왕궁에서 30리 가량 떨어져 있는 이곳에 주둔하였는데, 백제의 왕이 이 소식을 듣고 걱정하자, 둔갑술에 능하여 적이 쳐들어오면 저절로 싸우는 자용병기(自勇兵器)라는 신비한 무기를 부릴 줄 알았던 공주가 왕을 안심시키고자 자청해서 까치로 변신하여 이곳으로 날아왔다. 서쪽에서 날아온 까치 한 마리가 대장기 끝에 앉아 울자 군사들은 불길한 징조로 생각해 진중(陳中)이 크게 어수선해졌는데, 김유신이 허리에 차고 있던 장검을 빼들고 까치를 향해 겨누자, 까치는 땅에 떨어져 버렸고 그만 변신이 풀려 본래 모습으로 돌아오고 말았다. 이후 이 성의 이름을 까치 작(鵲) 자를 써서 작성, 또는 작원성이라 부르게 되었다.

### 김유신의 원령

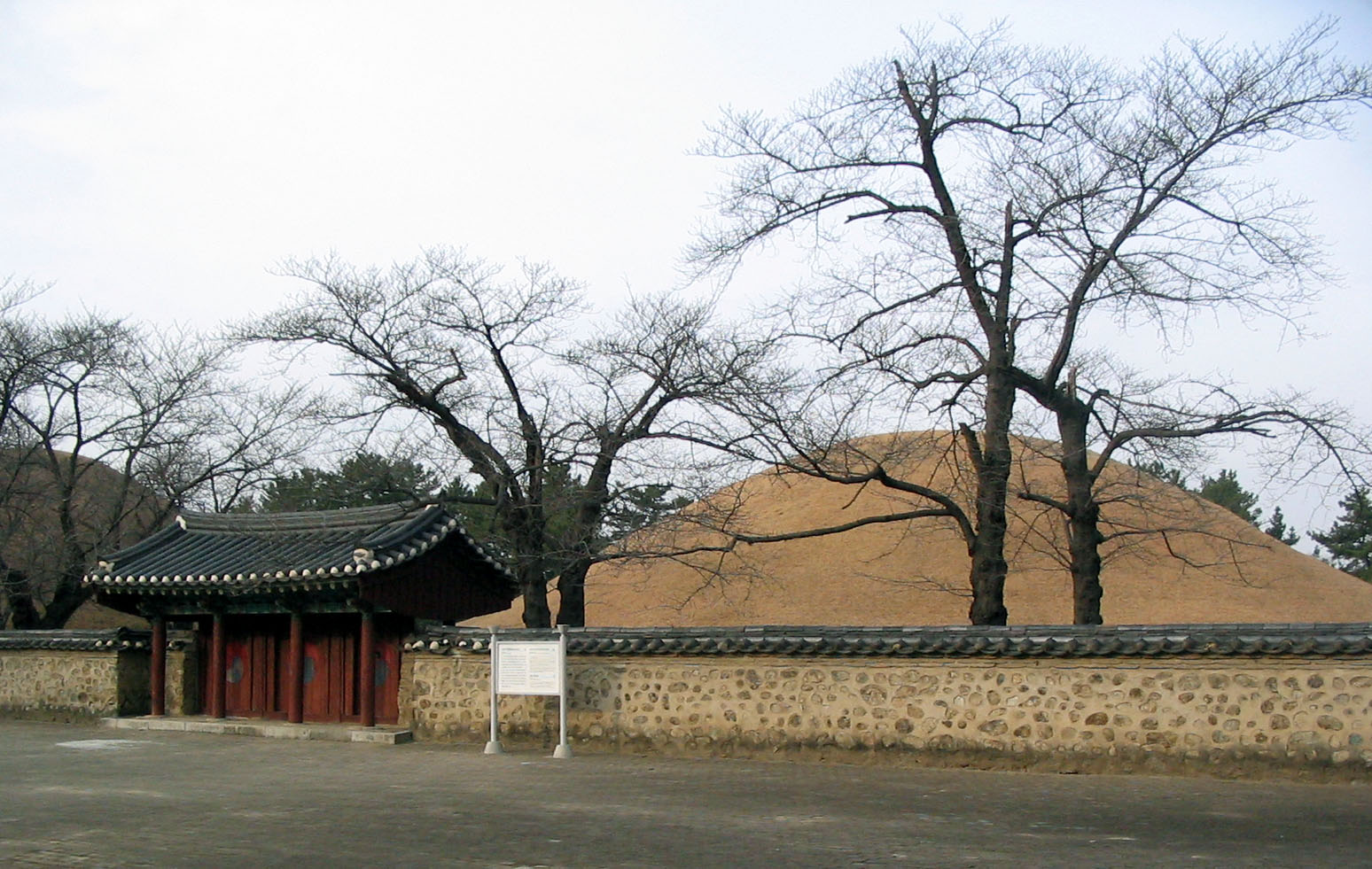
전(傳) 미추왕릉

《삼국유사》 미추왕죽엽군조에 보면 다음과 같은 이야기가 실려 있다. 신라 혜공왕(惠恭王) 14년(779년) 4월에 김유신의 무덤 위로 갑자기 회오리바람이 일어나더니, 회오리바람에 휩싸인 무장한 노인이 여러 병사를 거느리고 미추왕(味鄒王)의 능으로 들어갔다. 얼마 지나지 않아 무덤 안에서 탄식하고 통곡하는 소리와 함께 "내가 살아서 평생 어지러운 것을 구제하였고 삼국을 통일한 공이 있었으며, 죽어 혼백이 되었어도 나라를 지키며 재앙을 없애고 어려움에서 구제하려는 마음에 조금도 변함이 없었는데, 지난 경술년(770년)에 내 자손이 아무 이유도 없이 죽임을 당했습니다. 이 나라의 왕과 신하, 그 누구도 더 이상 나의 공적을 생각해 주지 않으니, 나는 이제 멀리 다른 곳으로 옮겨가 더 이상 이 나라를 위해 애쓰지 않으렵니다. 대왕께서는 부디 허락해 주시기 바랍니다."라는 목소리가 들렸고, 이에 미추왕의 무덤에서 "나와 공이 이 나라를 지키지 않으면 저 백성들은 어떻게 되겠는가. 공은 다시 전처럼 힘써 주기 바라노라."라고 대답했다. 노인이 미추왕릉을 향해 똑같은 요청을 세 번이나 더 했지만 세 번 모두 거절당했고, 혼령은 다시 김유신의 무덤으로 돌아갔다. 이것은 김유신의 영혼이 후손의 억울한 죽음을 원통해한 나머지, 신라 왕실(김씨)의 시조인 미추왕에게 항의하며 호소한 것이었다. 혜공왕은 이 소식을 듣고 두려워하면서 대신(大臣)인 김경신(金敬信)을 보내 김유신의 무덤에 사죄하게 하고, 김유신이 생전에 평양을 함락시킨 뒤 복을 빌기 위해 세웠던 절인 취선사(鷲仙寺)에 공덕보전(功德寶田) 30결을 내려 명복을 빌게 하였다고 한다.

### 당교(唐橋)
한국의 경상북도 상주시 함창읍과 문경시의 경계에 위치한 모전천이라는 강에는 당교(唐橋)라는 이름이 붙은 다리가 있었는데, 《삼국유사》는 《신라고전》(三國遺事)이라는 문헌을 인용해, 당군의 총관 소정방이 백제와 고구려를 공격하고 나서도 돌아가지 않고 신라를 멸망시키려는 계획을 품고 있자 이를 눈치챈 김유신이 이곳 당교에 당의 병사들을 불러놓고 연회를 베푸는 척 짐주(짐새 독을 넣은 술)를 먹여 독살해 파묻었다는 전설을 전하고 있다. 다만 이 전설에 대해서는 이를 수록한 일연 자신도 의문을 제기하며 신빙성이 없다고 부정하고 있다.

### 해석: 무장의 능력과 초월적 세계와의 관계성
《삼국유사》에는 신라 선덕여왕 때의 밀교승 밀본과 관련해서 주요 등장인물로 등장하는 설화가 수록되어 있으며, 《대동운부군옥》(大東韻府群玉)에 인용된 《신라수이전》(新羅殊異傳)의 다섯 설화 가운데 「노옹화구」(老翁化狗)와 「죽통미녀」(竹桶美女)는 김유신이 등장하는 설화이다.
김유신과 관련된 많은 설화와 전승들은 김유신이 생전 전장에서 보여준 전략, 전술적인 안목과 이를 통해 쌓아올린 승리담에 대한 경외에서 비롯되었다. 그것은 다분히 인간의 사고와 역량을 넘어서는 초인적인 것으로 다가왔고, 사람들로 하여금 김유신이라는 존재를 보통 인간의 기준치를 아득히 뛰어넘는 능력을 지닌 인간계 저너머(beyond) 초월적인 세계 어딘가의 존재 혹은 그러한 세계와 깊게 연결된 존재로 인식되게 했으며, 자연스럽게 김유신이라는 인간에 대한 영험한 신이담의 유포로 이어졌다는 것이다.
집사랑 김장청의 《김유신행록》이 베이스가 된 《삼국사기》 열전 단계에서 김유신의 탄생과 사망에 이르는 일대기를 태몽, 비정상적 회임 기간, 사망 예언 등으로 비범함이 강조되나 그 존재 성격은 현실 세계의 테두리를 벗어나지 않는다. 《삼국사기》 신라본기에서 열전으로, 다시 《삼국유사》로 갈수록 비현실성이 강화되며 《삼국유사》에서는 환생, 천상에서 하강, 다시 천상으로 복귀 등으로 현실과 비현실을 넘나드는 초월적 존재로 나타난다. 김유신에 관한 신이담들은 김유신이 불교적 천상세계의 현신이자, 도술 능력자 내지는 신비한 세계와 모종의 관계가 있음을 의미하고, 김유신 또한 그러한 능력의 소유자라는 인식을 표현한 것이라 해석할 수 있다. 이는 김유신이 신기한 도술을 부릴 수 있는(혹은 그런 쪽과 연관이 깊은) 인물이라는 인식이 민간에 널리 퍼져 있었음을 보여준다.
《동경잡기》에는 경주의 기우처 가운데 '김각간묘' 즉 김유신의 묘가 포함되어 있었고, 김유신의 어머니 만명 부인이 한국의 무속에서 '만명신'으로 모셔졌다는(《오주연문장전산고》) 전승들은 김유신의 도술적 능력이 그 어머니와 관련되어 있다는 인식이 무속에 전해져서인 것으로 보인다. 박찬흥은 김유신열전에서 김부식이 운운한 "사대부는 물론이고 꼴 베고 나무하는 어린아이도 김유신의 이름을 안다"는 말은 상투적인 표현으로 약간의 과장도 섞여 있는 듯하지만, 이는 민간에서도 김유신이 신비로운 도술적 능력을 가진 존재로 널리 알려졌다는 점을 이렇게 표현했을 가능성도 있다고 지적하였다.

## 가계
| 구형왕 仇衡王 |               |               |               |               |               |  |  |               |               |               |               |               |               |  |  |               |               |               |               |               |               |  |  |               |               |               |               |               |               |  |  |               |               |               |               |               |               |  |  |               |               |               |               |               |               |  |  |               |               |               |               |               |               |  |  |               |               |               |               |               |               |  |  |                   |                   |                   |                   |                   |                   |  |  |  |  |  |  |  |  |  |  |  |  |  |  |  |  |  |  |  |  |  |  |  |  |
|               |               |               |               |               |               |  |  |               |               |               |               |               |               |  |  |               |               |               |               |               |               |  |  |               |               |               |               |               |               |  |  |               |               |               |               |               |               |  |  |               |               |               |               |               |               |  |  |               |               |               |               |               |               |  |  |               |               |               |               |               |               |  |  |                   |                   |                   |                   |                   |                   |  |  |  |  |  |  |  |  |  |  |  |  |  |  |  |  |  |  |  |  |  |  |  |  |
|               |               |               |               |               |               |  |  |               |               |               |               |               |               |  |  |               |               |               |               |               |               |  |  |               |               |               |               |               |               |  |  |               |               |               |               |               |               |  |  |               |               |               |               |               |               |  |  |               |               |               |               |               |               |  |  |               |               |               |               |               |               |  |  |                   |                   |                   |                   |                   |                   |  |  |  |  |  |  |  |  |  |  |  |  |  |  |  |  |  |  |  |  |  |  |  |  |
| 김세종 金世宗 | 김세종 金世宗 | 김세종 金世宗 | 김세종 金世宗 | 김세종 金世宗 | 김세종 金世宗 |  |  | 김무력 金武力 | 김무력 金武力 | 김무력 金武力 | 김무력 金武力 | 김무력 金武力 | 김무력 金武力 |  |  | 김무득 金武得 | 김무득 金武得 | 김무득 金武得 | 김무득 金武得 | 김무득 金武得 | 김무득 金武得 |  |  |               |               |               |               |               |               |  |  |               |               |               |               |               |               |  |  |               |               |               |               |               |               |  |  |               |               |               |               |               |               |  |  |               |               |               |               |               |               |  |  |                   |                   |                   |                   |                   |                   |  |  |  |  |  |  |  |  |  |  |  |  |  |  |  |  |  |  |  |  |  |  |  |  |
| 김세종 金世宗 | 김세종 金世宗 | 김세종 金世宗 | 김세종 金世宗 | 김세종 金世宗 | 김세종 金世宗 |  |  | 김무력 金武力 | 김무력 金武力 | 김무력 金武力 | 김무력 金武力 | 김무력 金武力 | 김무력 金武力 |  |  | 김무득 金武得 | 김무득 金武得 | 김무득 金武得 | 김무득 金武得 | 김무득 金武得 | 김무득 金武得 |  |  |               |               |               |               |               |               |  |  |               |               |               |               |               |               |  |  |               |               |               |               |               |               |  |  |               |               |               |               |               |               |  |  |               |               |               |               |               |               |  |  |                   |                   |                   |                   |                   |                   |  |  |  |  |  |  |  |  |  |  |  |  |  |  |  |  |  |  |  |  |  |  |  |  |
|               |               |               |               |               |               |  |  | 김서현 金舒玄 |               |               |               |               |               |  |  |               |               |               |               |               |               |  |  |               |               |               |               |               |               |  |  |               |               |               |               |               |               |  |  |               |               |               |               |               |               |  |  |               |               |               |               |               |               |  |  |               |               |               |               |               |               |  |  |                   |                   |                   |                   |                   |                   |  |  |  |  |  |  |  |  |  |  |  |  |  |  |  |  |  |  |  |  |  |  |  |  |
|               |               |               |               |               |               |  |  |               |               |               |               |               |               |  |  |               |               |               |               |               |               |  |  |               |               |               |               |               |               |  |  |               |               |               |               |               |               |  |  |               |               |               |               |               |               |  |  |               |               |               |               |               |               |  |  |               |               |               |               |               |               |  |  |                   |                   |                   |                   |                   |                   |  |  |  |  |  |  |  |  |  |  |  |  |  |  |  |  |  |  |  |  |  |  |  |  |
|               |               |               |               |               |               |  |  |               |               |               |               |               |               |  |  |               |               |               |               |               |               |  |  |               |               |               |               |               |               |  |  |               |               |               |               |               |               |  |  |               |               |               |               |               |               |  |  |               |               |               |               |               |               |  |  |               |               |               |               |               |               |  |  |                   |                   |                   |                   |                   |                   |  |  |  |  |  |  |  |  |  |  |  |  |  |  |  |  |  |  |  |  |  |  |  |  |
|               |               |               |               |               |               |  |  | 김유신 金庾信 | 김유신 金庾信 | 김유신 金庾信 | 김유신 金庾信 | 김유신 金庾信 | 김유신 金庾信 |  |  |               |               |               |               |               |               |  |  |               |               |               |               |               |               |  |  |               |               |               |               |               |               |  |  |               |               |               |               |               |               |  |  | 김흠순 金欽純 | 김흠순 金欽純 | 김흠순 金欽純 | 김흠순 金欽純 | 김흠순 金欽純 | 김흠순 金欽純 |  |  | 김보희 金寶姬 | 김보희 金寶姬 | 김보희 金寶姬 | 김보희 金寶姬 | 김보희 金寶姬 | 김보희 金寶姬 |  |  | 문명왕후 文明王后 | 문명왕후 文明王后 | 문명왕후 文明王后 | 문명왕후 文明王后 | 문명왕후 文明王后 | 문명왕후 文明王后 |  |  |  |  |  |  |  |  |  |  |  |  |  |  |  |  |  |  |  |  |  |  |  |  |
|               |               |               |               |               |               |  |  | 김유신 金庾信 | 김유신 金庾信 | 김유신 金庾信 | 김유신 金庾信 | 김유신 金庾信 | 김유신 金庾信 |  |  |               |               |               |               |               |               |  |  |               |               |               |               |               |               |  |  |               |               |               |               |               |               |  |  |               |               |               |               |               |               |  |  | 김흠순 金欽純 | 김흠순 金欽純 | 김흠순 金欽純 | 김흠순 金欽純 | 김흠순 金欽純 | 김흠순 金欽純 |  |  | 김보희 金寶姬 | 김보희 金寶姬 | 김보희 金寶姬 | 김보희 金寶姬 | 김보희 金寶姬 | 김보희 金寶姬 |  |  | 문명왕후 文明王后 | 문명왕후 文明王后 | 문명왕후 文明王后 | 문명왕후 文明王后 | 문명왕후 文明王后 | 문명왕후 文明王后 |  |  |  |  |  |  |  |  |  |  |  |  |  |  |  |  |  |  |  |  |  |  |  |  |
|               |               |               |               |               |               |  |  |               |               |               |               |               |               |  |  |               |               |               |               |               |               |  |  |               |               |               |               |               |               |  |  |               |               |               |               |               |               |  |  |               |               |               |               |               |               |  |  |               |               |               |               |               |               |  |  |               |               |               |               |               |               |  |  |                   |                   |                   |                   |                   |                   |  |  |  |  |  |  |  |  |  |  |  |  |  |  |  |  |  |  |  |  |  |  |  |  |
|               |               |               |               |               |               |  |  | 김삼광 金三光 | 김삼광 金三光 | 김삼광 金三光 | 김삼광 金三光 | 김삼광 金三光 | 김삼광 金三光 |  |  | 김원술 金元述 | 김원술 金元述 | 김원술 金元述 | 김원술 金元述 | 김원술 金元述 | 김원술 金元述 |  |  | 김원정 金元貞 | 김원정 金元貞 | 김원정 金元貞 | 김원정 金元貞 | 김원정 金元貞 | 김원정 金元貞 |  |  | 김장이 金長耳 | 김장이 金長耳 | 김장이 金長耳 | 김장이 金長耳 | 김장이 金長耳 | 김장이 金長耳 |  |  | 김군승 金軍勝 | 김군승 金軍勝 | 김군승 金軍勝 | 김군승 金軍勝 | 김군승 金軍勝 | 김군승 金軍勝 |  |  | 김반굴 金盤屈 | 김반굴 金盤屈 | 김반굴 金盤屈 | 김반굴 金盤屈 | 김반굴 金盤屈 | 김반굴 金盤屈 |  |  |               |               |               |               |               |               |  |  |                   |                   |                   |                   |                   |                   |  |  |  |  |  |  |  |  |  |  |  |  |  |  |  |  |  |  |  |  |  |  |  |  |
|               |               |               |               |               |               |  |  | 김삼광 金三光 | 김삼광 金三光 | 김삼광 金三光 | 김삼광 金三光 | 김삼광 金三光 | 김삼광 金三光 |  |  | 김원술 金元述 | 김원술 金元述 | 김원술 金元述 | 김원술 金元述 | 김원술 金元述 | 김원술 金元述 |  |  | 김원정 金元貞 | 김원정 金元貞 | 김원정 金元貞 | 김원정 金元貞 | 김원정 金元貞 | 김원정 金元貞 |  |  | 김장이 金長耳 | 김장이 金長耳 | 김장이 金長耳 | 김장이 金長耳 | 김장이 金長耳 | 김장이 金長耳 |  |  | 김군승 金軍勝 | 김군승 金軍勝 | 김군승 金軍勝 | 김군승 金軍勝 | 김군승 金軍勝 | 김군승 金軍勝 |  |  | 김반굴 金盤屈 | 김반굴 金盤屈 | 김반굴 金盤屈 | 김반굴 金盤屈 | 김반굴 金盤屈 | 김반굴 金盤屈 |  |  |               |               |               |               |               |               |  |  |                   |                   |                   |                   |                   |                   |  |  |  |  |  |  |  |  |  |  |  |  |  |  |  |  |  |  |  |  |  |  |  |  |
|               |               |               |               |               |               |  |  |               |               |               |               |               |               |  |  |               |               |               |               |               |               |  |  |               |               |               |               |               |               |  |  |               |               |               |               |               |               |  |  |               |               |               |               |               |               |  |  |               |               |               |               |               |               |  |  |               |               |               |               |               |               |  |  |                   |                   |                   |                   |                   |                   |  |  |  |  |  |  |  |  |  |  |  |  |  |  |  |  |  |  |  |  |  |  |  |  |
|               |               |               |               |               |               |  |  | 김윤중 金允中 | 김윤중 金允中 | 김윤중 金允中 | 김윤중 金允中 | 김윤중 金允中 | 김윤중 金允中 |  |  | 김윤문 金允文 | 김윤문 金允文 | 김윤문 金允文 | 김윤문 金允文 | 김윤문 金允文 | 김윤문 金允文 |  |  |               |               |               |               |               |               |  |  |               |               |               |               |               |               |  |  |               |               |               |               |               |               |  |  | 김영윤 金令胤 | 김영윤 金令胤 | 김영윤 金令胤 | 김영윤 金令胤 | 김영윤 金令胤 | 김영윤 金令胤 |  |  |               |               |               |               |               |               |  |  |                   |                   |                   |                   |                   |                   |  |  |  |  |  |  |  |  |  |  |  |  |  |  |  |  |  |  |  |  |  |  |  |  |
|               |               |               |               |               |               |  |  | 김윤중 金允中 | 김윤중 金允中 | 김윤중 金允中 | 김윤중 金允中 | 김윤중 金允中 | 김윤중 金允中 |  |  | 김윤문 金允文 | 김윤문 金允文 | 김윤문 金允文 | 김윤문 金允文 | 김윤문 金允文 | 김윤문 金允文 |  |  |               |               |               |               |               |               |  |  |               |               |               |               |               |               |  |  |               |               |               |               |               |               |  |  | 김영윤 金令胤 | 김영윤 金令胤 | 김영윤 金令胤 | 김영윤 金令胤 | 김영윤 金令胤 | 김영윤 金令胤 |  |  |               |               |               |               |               |               |  |  |                   |                   |                   |                   |                   |                   |  |  |  |  |  |  |  |  |  |  |  |  |  |  |  |  |  |  |  |  |  |  |  |  |
|               |               |               |               |               |               |  |  |               |               |               |               |               |               |  |  |               |               |               |               |               |               |  |  |               |               |               |               |               |               |  |  |               |               |               |               |               |               |  |  |               |               |               |               |               |               |  |  |               |               |               |               |               |               |  |  |               |               |               |               |               |               |  |  |                   |                   |                   |                   |                   |                   |  |  |  |  |  |  |  |  |  |  |  |  |  |  |  |  |  |  |  |  |  |  |  |  |
|               |               |               |               |               |               |  |  |               |               |               |               |               |               |  |  |               |               |               |               |               |               |  |  |               |               |               |               |               |               |  |  |               |               |               |               |               |               |  |  |               |               |               |               |               |               |  |  |               |               |               |               |               |               |  |  |               |               |               |               |               |               |  |  |                   |                   |                   |                   |                   |                   |  |  |  |  |  |  |  |  |  |  |  |  |  |  |  |  |  |  |  |  |  |  |  |  |
|               |               |               |               |               |               |  |  |               |               |               |               |               |               |  |  |               |               |               |               |               |               |  |  |               |               |               |               |               |               |  |  |               |               |               |               |               |               |  |  |               |               |               |               |               |               |  |  |               |               |               |               |               |               |  |  |               |               |               |               |               |               |  |  |                   |                   |                   |                   |                   |                   |  |  |  |  |  |  |  |  |  |  |  |  |  |  |  |  |  |  |  |  |  |  |  |  |
|               |               |               |               |               |               |  |  | 김장청 金長淸 | 김장청 金長淸 | 김장청 金長淸 | 김장청 金長淸 | 김장청 金長淸 | 김장청 金長淸 |  |  | 김암 金巖     | 김암 金巖     | 김암 金巖     | 김암 金巖     | 김암 金巖     | 김암 金巖     |  |  |               |               |               |               |               |               |  |  |               |               |               |               |               |               |  |  |               |               |               |               |               |               |  |  |               |               |               |               |               |               |  |  |               |               |               |               |               |               |  |  |                   |                   |                   |                   |                   |                   |  |  |  |  |  |  |  |  |  |  |  |  |  |  |  |  |  |  |  |  |  |  |  |  |

### 선대
- 증조부 : 가락국 10대 구형왕(仇衡王)
- 증조모 : 계화부인(桂花夫人)
  - 조부 : 김무력(金武力)
  - 조모 : 아양공주(阿陽公主), 신라 제 24대 진흥왕과 사도왕후의 딸 지소태후의 친손녀 (김유신의 부계로는 지소태후의 현손)

    - 아버지 : 김서현(金舒玄)[주 9]
- 외증조부 : 입종갈문왕(立宗葛文王)
- 외증조모 : 지소태후(只召太后), 신라 제 23대 법흥왕과 보도부인의 딸
  - 외조부 : 숙흘종(肅訖宗)
  - 외조모 : 만호태후(萬呼大后), 입종 갈문왕과 지소태후의 딸
    - 어머니 : 만명부인(萬明夫人) 지소태후의 외손녀 (김유신 모계로는 지소태후의 증손 부계로는 지소태후의 현손)

### 부인과 후손
- 부인 : 재매부인(財買夫人)
  - 장남 : 김삼광(金三光) - 관등은 이찬(伊飡)
    - 손자 : 김윤중(金允中)
      - 증손: 김융(金融)

    - 손자 : 김윤문(金允文)

  - 장녀 : 진광부인(晉光夫人) - 김흠돌(金欽突)에게 출가
    - 외손녀 : 폐비 김씨 - 신문왕의 첫째 왕비

  - 차녀 : 신광부인(信光夫人)- 문무왕(文武王)의 후궁
  - 삼녀 : 작광부인(酌光夫人) - 보로전군(寶路殿君)에게 출가
  - 사녀 : 영광부인(令光夫人) - 조카 반굴(盤屈)에게 출가[35]
    - 외손자 : 김영윤(金令胤)
- 부인 : 지소부인(智炤夫人) - 무열왕과 문명왕후 소생으로 조카.
  - 차남 : 김원술(金元述)
  - 삼남 : 김원정(金元貞) - 관등은 해간(海干)
  - 사남 : 김장이(金長耳) - 관등은 대아찬(大阿飡)
  - 오남 : 김원망(金元望) - 관등은 대아찬(大阿飡)
- 정인 : 천관부인(天官夫人)
  - 서자 : 김군승(金軍勝)

### 형제
- 남동생 : 김흠순(金欽純) 슬하에 10남 2녀
  - 조카 : 반굴(盤屈)
  - 조카 : 김원수(金元帥)
  - 조카 : 김원선(金元宣)
  - 조카 : 김원훈(金元訓)
- 여동생 : 보희(寶姬)
  - 조카 : 요석공주(瑤石公主)
- 여동생 : 문희(金文姬) - 훗날 문명왕후(文明王后)
- 매제 : 태종무열왕(太宗武烈王) 김춘추(金春秋) - 신라 29대 왕
  - 조카 : 문무왕(文武王) - 신라 30대 왕.
  - 조카 : 김인문(金仁文)
  - 조카 : 김문왕(金文王)
  - 조카 : 김노차(金老且)
  - 조카 : 김지경(金智鏡)
  - 조카 : 김개원(金愷元)
  - 조카 : 지소부인(智炤夫人)
- 여동생 : 김정희(金政姬)
- 매제 : 김달복(金達福)
  - 조카 : 김흠운(金歆運)
  - 조카 : 김흠돌(金欽突)
  - 조카 : 김흠신(金歆信) - 제 26대 풍월주 진공(眞功)에게 출가

## 대중 문화속에 나타나는 김유신

### 고전 소설
- 흥무왕연의(興武王演義) - 조선 고종 14년(1877년) 이정균(李鼎均)이 지은 고전소설이다.

### 드라마
- 《원효대사》 (KBS, 1986년~1986년, 배우 : 김길호)
- KBS 드라마 《삼국기》 (1992년~1993년, 서인석)
- SBS 드라마 《연개소문》 (2006년~2007년, 윤승원, 이종수, 이다윗)
- MBC 드라마 《선덕여왕》 (2009년, 엄태웅, 이현우)
- MBC 드라마 《계백》 (2011년, 박성웅)
- KBS 드라마 《대왕의 꿈》 (2012년~2013년, 김유석, 노영학)
- KBS 드라마 《한국사기》 2017년~2017년, 장대웅

### 영화
- 《천관녀》 (1963년, 역: 김진규)
- 《황산벌》 (2003년, 역: 정진영)
- 《평양성》 (2011년, 역: 정진영)

### 소설
- 윤승한 《(만고명장) 김유신》(1941년, 야담사)
- 김정산 《삼한지》
- 차무진 《김유신의 머리일까》
- 정수인 《고구려》(전6권)
- 장태우 《문무》(전3권)
- 제성욱 《여황선덕》(전2권)
- 황운성 《계백의 칼》(전2권)
- 정진영 《선덕여왕》
- 《천년전쟁》(전2권)

### 신문연재소설
- 이문열 《대왕, 떠나시다》(2012) - 월간중앙 5월호~10월호 연재(미완)

### 역사 평전
- 《김유신 말의 목을 베다》 글 황윤 그림 손광산

### 만화
- 《천관녀》(글: 박윤후, 그림: 조미현)
- 《사라사》(글, 그림: 류량)
- 《데자부》봄편(글: 윤인완, 그림: 양경일)

### 웹툰
- 사신소년 - 카펫의 코어로 등장한다. 수식어는 '신라 명장'.

### 게임
- 천년의 신화

## 같이 보기
- 경주 김유신묘
- 태종 무열왕
- 삼국 통일
- 황산벌 전투
- 화랑도

### 내용주
1. ↑  해는 구체적으로 몇 년도인지 알 수 없지만, 대체로 문무왕이 태어난 626년에서 멀지 않은 이전 시점으로 여겨진다.
2. ↑  당시 신라 왕실에 선덕여왕을 계승할 수 있는 근친 왕족은 성골인 여왕의 사촌 승만 공주와, 진골이지만 6촌인 김춘추밖에 없었고, 그들을 제외한다면, 방계 진골 귀족인 비담이 가장 유력한 왕위 계승자였다.
3. ↑  이때부터 당의 연호를 사용하기 시작하였다.
4. ↑  오늘날에는 천관녀가 기녀가 아니라는 이론도 제기되고 있다. 그에 의하면 '천관'이라는 이름은 하늘에 제사지내는 무녀를 뜻한다는 것이다.
5. ↑  단재 신채호는 이에 대해 김유신이 당병의 야욕을 눈치채고 신라쪽에서 먼저 고구려와 동맹을 맺어 당을 선제공격하자고 요청한 것이라고 해석한다.
6. ↑  경영학자 예종석은 김유신을 노블레스 오블리주를 실천한 장군으로 평가하였다. 신라의 장군들은 화랑 반굴과 관창의 죽음에서 알 수 있듯 그 자신은 물론이고 아들들도 국방의 의무를 실천하는 것을 당연하게 여겼고 김유신도 이러한 신념에 따라 식량을 운반하는 위험한 일을 자원하였으며, 아들 원술이 석문벌 싸움에서 끝까지 싸우지 않고 도주한 것을 미워하여 절연하였다는 것이다. 살림지식총서《노블리스 오블리주》/예종석 옮김/살림
7. ↑  다만 이종익은 손자가 무열왕의 손자에게 죽임을 당했을 때에 무덤에서 회오리바람이 일어 태종의 능에 이르러 ”내가 호국의 신이 되었는데 내 자손이 죄없이 죽음을 당했으니 나는 이제 떠나겠다“고 하자 태종의 혼이 이를 만류했다고 해서 미추왕이 태종으로 바뀌어 있다
8. ↑  신라 혜공왕 6년. 이 해 가을 8월에 대아찬 김융(金融)이 반란을 일으켰다가 실패하고 처형당했다.
9. ↑  《김해김씨 족보》에서는 법흥왕비 보도부인의 여동생의 아들이라 전해지고 있다.

### 참조주
1. ↑  《일본서기》권27, 덴지키(天智紀) 7년(668)
2. 1 2 3  《삼국사기》권제43, 열전3 김유신 하(下)
3. ↑  《시경》대아(大雅)편 '탕(蕩)'.
4. 1 2  《동사강목》권제5상(上), 을묘 【흥덕왕 10년, 당 문종 태화 9년】
5. ↑  《삼국사기》권제41, 열전1 김유신 상(上)
6. 1 2  《삼국유사》권제1, 기이2 태종춘추공.
7. ↑  《삼국사기》권제5, 신라본기5 태종무열왕 7년(660년) 7월 11일조.
8. ↑  《삼국사기》권제42, 열전2 김유신 중(中).
9. ↑  《삼국사기》권제43, 열전3 김유신 하(下):《삼국유사》권제1, 기이1 미추왕죽엽군조
10. ↑  《삼국사기》권제47, 열전7 열기(裂起).
11. ↑  《삼국사기》권제8, 신라본기8 신문왕 12년(692년)
12. ↑  《삼국사기》권제47, 열전7 구근
13. ↑  《고려사》권96, 열전제9 제신(諸臣) 윤관조 「尹公, 事業傑然, 嘗慕庾信氏之爲人曰 '庾信, 六月冰河, 以渡三軍, 此無他, 至誠而已. 予亦何人哉?'」
14. ↑  《동사강목》제4하(下), 문무왕 13년(673년).
15. ↑  《금남선생집》권1 「동국통감론」 중 '태대서발한 김유신이 졸하다'
16. ↑  《입재선생유고》 권9 잡저 동사평증 삼국
17. ↑  《중종실록》 권72 중종 27년(1532) 3월 1일 경술
18. ↑  《승정원일기》 영조5년 8월 19일 신유
19. ↑  《원재선생문고》 권상 시 차강릉관사운
20. ↑  《신증동국여지승람》 권제44 강릉대도호부 고적
21. ↑  《세조실록》권3 세조 2년(1456) 3월 28일 정유.
22. ↑  《성호전서》 제5책 ‘사설’ 권제8 인사문 ‘무성왕묘’.
23. ↑  《팔곡선생집》 권1 ‘칠언율시’ 중 ‘차계림객관운’
24. ↑  《우계선생속집》 권5, ‘간독‘ 중 ‘심사눌 종민에게 주다‘
25. ↑  《승정원일기》 영조 원년(1725) 9월 9일 계묘 및 같은 책 정조 21년(1797) 9월 18일 갑신.
26. ↑  《승정원일기》 영조 원년 9월 9일 계묘
27. ↑  《승정원일기》 정조 21년(1797) 9월 18일 갑신
28. ↑  《성소부부고》권14, 문부(文部)11 대령산신찬(大領山神讚) · 병서(幷序)
29. ↑  안영훈 (2004). 《김유신전 연구》. 민속원. 119쪽.
30. ↑  박성주; 김수민 (2008). “김유신 관련 문헌사료와 설화의 비교”. 《신라문화》 (동국대학교 WISE(와이즈)캠퍼스 신라문화연구소) (31): 198.
31. ↑  안영훈 (2004), 같은 책, 민속원, 99-100.
32. ↑  박찬흥 (2018). “김유신 관련 사료를 통해 본 시기별 인식”. 《동양고전연구》 (72): 157.
33. ↑  박찬흥 (2018), 같은 논문, 《동양고전연구》(72): 157
34. ↑  박찬흥 (2018), 같은 논문, 《동양고전연구》(72): 140
35. ↑  화랑세기